# Nerzfell

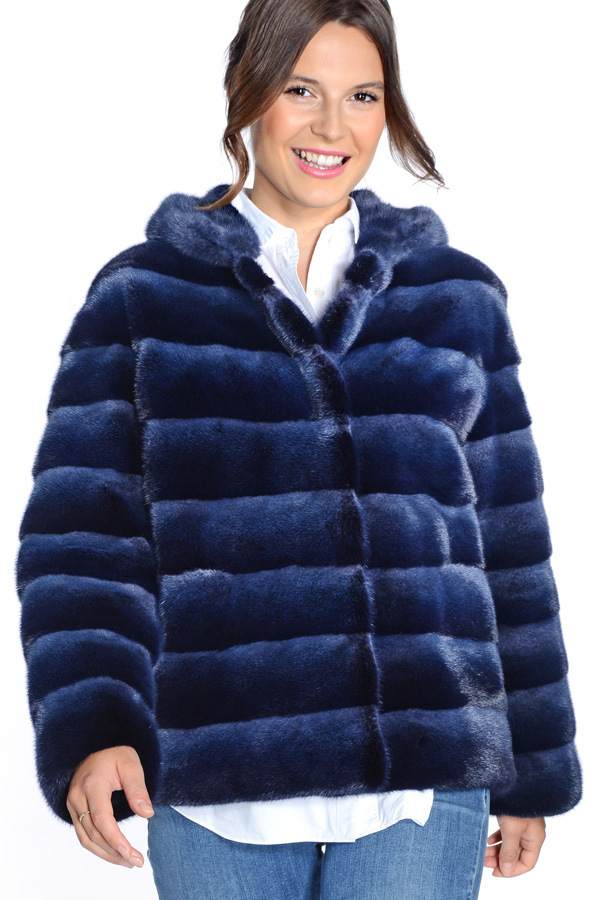
„Indigo“ gefärbte Samtnerzjacke (Düsseldorf, 2019)

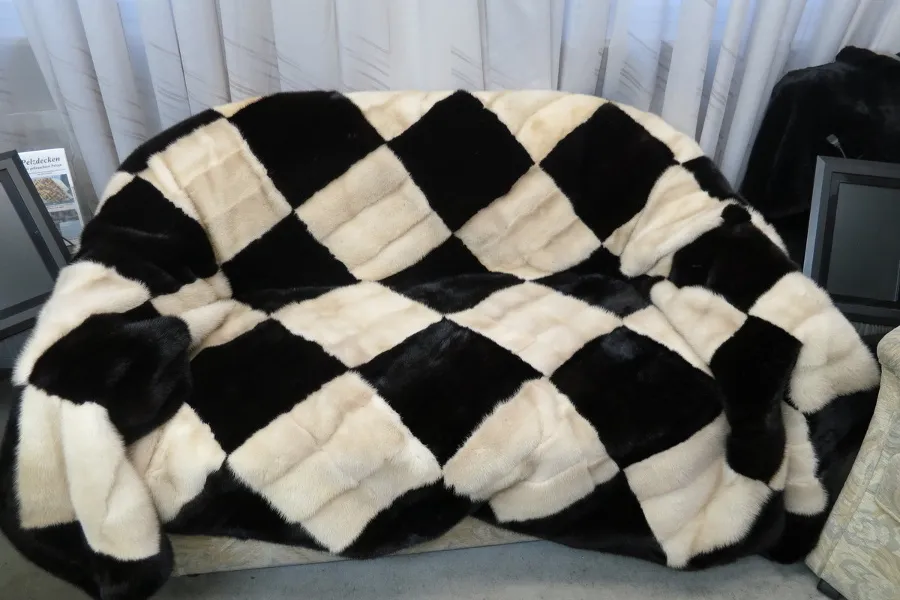
Decke, umgestaltet aus einem Dark Nerz- und einem Pearl Nerzmantel
(Kaiserslautern. 2024)

Als Nerzfell wird im Rauchwarenhandel heute das Fell des Nachkommen des Amerikanischen Minks gehandelt, die Nachkommen des europäischen Nerzes sind durch die Bundesartenschutzverordnung streng geschützt. Aus der Natur entnommene Tiere dürfen für den Handel nicht mehr eingeführt werden. In Deutschland gehandelte Wildnerzfelle kommen in der Regel weiterhin aus Nordamerika, obwohl der Mink, auch in Europa, insbesondere in Osteuropa, eingebürgert wurde.
Die früher Chinesischer und Japanischer Nerz genannten Felle werden seit 1967 richtiger als Chinesische und Japanische Wiesel gehandelt, beide und den ehemals auch Sibirischer Nerz genannten Kolinsky siehe unter → Kolinskyfell.

## Allgemein
Females nennt man in der Rauchwarenbranche die weiblichen Nerze, Males die männlichen (ehemals, verschwindend etwa zwischen 1950 und 2000, Fähen und Rüden). Die Felle sind kleiner, leichter und kurzhaariger als die etwa ein Drittel größeren Males.
In der Haltbarkeit (Tragfähigkeit) in Bezug auf Abriebfestigkeit und Lederstabilität wird der Nerz heute als das dankbarste Fellmaterial angesehen. Früher nahm man das Otterfell, insbesondere das des Seeotters, als haltbarste Pelzart an. Das in den guten Qualitäten ebenfalls sehr strapazierfähige Schaffell ist schwierig zu vergleichen und dabei nicht berücksichtigt.
Seit dem Zweiten Weltkrieg beherrscht das Nerzfell den internationalen Rauchwarenmarkt und „drückte diesem einen sehr bestimmten Stempel auf“.
Bis etwa Ende des 20. Jahrhunderts war der Nerz der am meisten durch andere Fellarten imitierte Pelz. Diese waren unter Bezeichnungen wie Nerzbisam, Nerzmurmel, Nerzwiesel usw. im Handel.

## Geschichte der Nerzmode
Für die Frühzeit der Menschheit ist über die Nutzung des Nerzes und seines Fells wenig bekannt; Knochenfunde, die einen Hinweis geben könnten, liegen nicht vor beziehungsweise wurden dem Nerz bisher nicht eindeutig zugeordnet.
Zu den im 14. Jahrhundert von den deutschen Kaufleuten bis hin nach Smolensk gehandelten Pelzen gehörten auch die „Mynken“. Im Jahr 2002 wurde in Hallein (Land Salzburg) am Dürrnberg in einem Salzbergwerk ein rund abgezogenes Nerzfell aus dem 5. Jahrhundert vor Christus (Eisenzeit) gefunden. Für die Herkunft wurde „möglicherweise die Steppenzonen Eurasiens“ vermutet. Zumindest seit dem Mittelalter wurde der Nerzpelz hauptsächlich für Pelzinnenfutter und Besätze verwendet.
Im Spätmittelalter und insbesondere in der Renaissance tauchten in der Mode erstmals in Tierform gearbeitete Pelzschals aus Fellen der Marderarten auf, die sogenannten Zibellini. Wahrscheinlich erst nach dem vorläufigen Ende dieser Mode, zudem vermutlich auch zu Unrecht, nannte man sie Flohpelze. Man unterstellte, die Trägerinnen hätten sie als Flohfallen verwendet. Die Mode, der heute Pelzkolliers genannten, naturalisierten Fellschals fand ihren Höhepunkt in der Zeit vor 1900 bis in die 1940er Jahre. Aber auch nach dem Zweiten Weltkrieg waren sie durchaus noch en vogue. Für einfellige Kolliers war die Bezeichnung Würger gebräuchlich. Ob in der Renaissance bereits die marderartigen Nerze, neben Zobel, Baum- und Steinmarder, zu Zebellini verarbeitet wurden, ist anhand der alten Bilder nur schwer auszumachen. In der Neuzeit nahm der Nerz unter den bisher verwendeten Fellarten neben dem Fuchs jedoch eine führende Stellung unter den Pelzkolliers ein. Um 1900 zeigten die Bekleidungskataloge Europas und Amerikas Schals, Kolliers, Kragen und Muffe in ganz erheblicher Auswahl und in allen Fellarten.
Im Jahr 1682 wollten die Kürschner von Schwäbisch Gmünd dem Kürschnermeister Melchior Beringer aus Aalen nicht gestatten, auf dem Jahrmarkt neben sonstigem Pelzwerk auch „Nester“, Hauben aus Nerzfell, zu verkaufen. Nach Rückfragen bei Kollegen in den Städten Nürnberg, Nördlingen, Dinkelsbühl und Esslingen mussten sie einsehen, dass sich das Verhalten des Aalener Kürschners nicht verbieten ließ.
Die Nutzung für Innenfutter, Kragen und Verbrämungen seit dem Mittelalter kann eigentlich nur vermutet werden, ausdrücklich erwähnt wird der Nerz für die Zeit nach 1830, eine wieder aufgekommene Epoche der Herreninnenpelze, und für 1858 für Verbrämungen an Plüsch- und Samtmänteln. Aber bereits 1851 wurde erwähnt, dass nordamerikanische Nerzfelle in immenser Zahl verarbeitet wurden, hauptsächlich für Damenkleidung. Die Dominanz der Nerzjacke und des Nerzmantels in der Pelzmode der letzten Jahrzehnte begann um 1870, nach der Erfindung der Pelznähmaschine. In der Sammlung des Victoria and Albert Museums befindet sich eine Nerzjacke, noch aus Wildnerzen, im Schnitt eines Dolmans, aus Mitte der 1880er Jahre, als es noch ungewöhnlich war, wenn der Pelz, außer als Verbrämung, mit dem Haar nach außen gearbeitet war. Ein Dolman, halb Jacke, halb Umhang, mit weiten Ärmeln, war ein beliebtes Kleidungsstück in der zweiten Hälfte des neunzehnten Jahrhunderts und der Schnitt dieses Nerzes ist typisch, hüftlang mit lang abfallenden Enden vorn und einem ausgeformten Rücken. Das außergewöhnliche Teil war in London, so heißt es, von Kürschnern des Pelzfell-Handelshauses Hudson’s Bay Company verkauft worden.
Jetzt wurde es zu wirtschaftlichen Kosten auch möglich, durch Auslassen Nerzfelle zu schmalen Streifen zu verarbeiten. Auf der Pariser Weltausstellung zeigte Révillon Frêres 1900 die erste ausgelassene Nerz-Großkonfektion, darunter ein bodenlanger Mantel aus 164 kanadischen Nerzfellen und einem Otterfell (siehe Bild, „die photographische Reproduktion gibt leider nur ein unvollkommenes Bild dieses Meisterstücks“). Diese Teile waren jedoch noch ganz von Hand genäht, was allein für die Näherinnen bei diesem Mantel eine Arbeitszeit von 1400 Stunden bedingte. Die durch Fußpedale angetriebenen Pelznähmaschinen erfassten in den Nähten anfangs noch so viel Fell, dass sie für das Nähen der schmalen Streifen nicht zu gebrauchen waren, sondern „nur zur Fertigung gröberer Arbeit, besonders zur Herstellung von Pelzfuttern“.
Im ersten Jahrzehnt des 20. Jahrhunderts begannen die Indianer Nordamerikas mit der regelmäßigen Jagd auf den Mink, den amerikanischen Nerz, der heute, aus der Zucht kommend, weitgehend die hochwertige Pelzmode beherrscht. Im frühen 19. Jahrhundert kauften die Pelzhändler die Minks zwar auf, aber nur um es sich mit den Anlieferern nicht zu verderben, um die Felle dann als unerwünscht auszusondern. Ende der 1920er Jahre war der amerikanische Nerz zumindest in den USA die Hauptfellart der Modenschauen.
Der Gegensatz zum Auslassen ist die ganzfellige Verarbeitung und die halbfellige Verarbeitung, bei der die Felle weitgehend unverändert, in ihrer natürlichen Form verwendet werden. Die kostengünstige Querverarbeitung der Felle wurde in den 1920er Jahren entwickelt. Offenbar hatte sie sich zu der Zeit nicht wesentlich durchgesetzt, 1961 meldet eine Fachzeitschrift unter der Überschrift „Um 50 % billigeres Herstellungsverfahren für Nerzmäntel!“, dass man mit diesem angeblich neuen Verfahren nur noch fünf anstelle drei Wochen Arbeitszeit für die Herstellung eines Mantels brauche. Eine Meldung, die in Fachkreisen für erhebliches Aufsehen gesorgt habe. Nerzmäntel erster Qualität würden jetzt statt 1600 englischer Pfund Sterling nur noch 799 Pfund (DM 8948,-) kosten, geringere Qualitäten sogar nur 485 Pfund (DM 5430,-).
Die Grundlage zum Pelz für breitere Gesellschaftskreise schuf die inzwischen fortgeschrittene Nerzzucht, um 1920 war man so weit, größere Mengen Nerzfelle bereitzustellen. Noch 1945 spielte der Zuchtnerz keine wesentliche Rolle im Welt-Pelzhandel. Bis zum Jahr 1950 war sein Anteil bereits auf 10 Prozent gestiegen, 1955 bis 1960 auf 25 bis 30 Prozent und 1965 bis 1970 auf über 70 Prozent des gesamten Rauchwarenumsatzes. Im Zeichen des Wirtschaftswunders 1950 entwickelte sich die Bundesrepublik zum Hauptverbrauchsland für Pelze. In der DDR gab es zwar bald recht beachtliche Nerzzuchten, deren Felle gingen aber bis zum Schluss als Devisenbringer in den Export, eine eigene DDR-Nerzmode hat es nicht gegeben.
Anfangs war in der BRD das hauptsächliche Material der Persianer, das mit zunehmendem Einkommen in den 1970er Jahren vom noch höheren Statussymbol Nerz abgelöst wurde. Während 1969 in der Bundesrepublik, gemessen anhand der Fellimportzahlen, stückzahlmäßig der Persianer noch an führender Stelle stand, wurde er jetzt wertmäßig vom Nerz übertroffen.
Marie Louise Steinbauer weist in ihrem Buch „Pelze“ auf zwei spezielle Kreise von Nerzliebhaberinnen hin: „So ein 'teuer riechender' weißer Nerz gehörte alsbald zur Standardausrüstung einer Stripperin von Ruf… So schützen sich die 'Priesterinnen der Venus', wie sie im Altertum poetisch genannt wurden, gern mit warmen Pelzen. Sie hegen eine besondere Vorliebe für Jacken aus Pelz, oder wenigstens sehr kurze Mäntel. Zum übrigen stellen sie die gesamte Tierwelt zur Schau: Bisam, Nutria, Karakul, Kanin, die Erfolgreichen Nerz“. Für die Damen mussten sie nicht unbedingt neu sein, es kamen die ersten Second-Hand-Pelzläden auf, ein gebrauchter Nerzmantel kostete in einem Hamburger Auktionshaus 1500 bis 3000 Mark plus 15 Prozent Gebühr.
Nachdem, zwanzig Jahre später, nahezu jede Frau, die es sich wünschte und es sich leisten konnte, einen oder mehrere Nerzjacken und -mäntel hatte, war bei gleichzeitig fallenden Preisen die Marktsättigung erreicht. Für die geringer verdienenden Einkommensschichten war in sehr großer Stückzahl durch den Fachhandel, vor allem aber durch die Kaufhäuser und Textilgroßanbieter, Konfektion aus Nerzpfoten, -köpfen, -schweifen und anderen Nerzstücken abgesetzt worden. Der Nimbus des exklusiven Symbols des wieder gewonnenen Wohlstands war dahin. Andere Fellarten hatte der Nerz inzwischen in den Hintergrund gedrängt, eine Reihe warmer Winter und Proteste von Teilen der Tierschutzbewegung taten ein Übriges, auch den restlichen Pelzumsatz in der Bundesrepublik sehr erheblich zurückgehen zu lassen. Inzwischen ist der Preis für Nerzfelle, trotz den historisch größten Anlieferungen, durch die starke Nachfrage Russlands und Asiens derart gestiegen, das er auf dem nichtrussischen europäischen Markt nur noch wenig verkauft wird (Stand 2013).
In der Männermode hat der Nerz recht spät und meist nur halbherzig Einzug gefunden. Es ist anzunehmen, dass er seit dem Mittelalter immer auch für Pelzfutter und Besätze bei den gehobenen Gesellschaftsschichten neben den anderen Fellarten eine gewisse Verwendung fand. Die Italienerin Anna Municchi erwähnt in ihrer Geschichte des Herrenpelzes den Nerz überhaupt zum ersten Mal für das Jahr 1952, als Brioni den „Schelm“, einen Smoking mit schwarzem Nerzbesatz, kreierte. Auch andere Designer begannen sich jetzt für den Männerpelz zu engagieren. Mit der Mode des Unisex, gleiches Outfit für sie und ihn, wurde auch, zumindest für modemutige Männer, der komplette Nerzmantel immer tragfähiger. Jole Veneziani, „Königin der Branche, die in der Mode für Frauen jeden möglichen Aufwand gebracht hat, setzt für die Herrengarderobe – ganz bewußt – nur sehr diskrete, erlesene und gemäßigte Paletots ein: Zweireiher aus Dark Saga-Nerz, mit ganzen Fellen verarbeitet“. Bei Dior gab es einen Chesterfield-Mantel aus amerikanischen lunaraine Nerzen. Gewollt auffallend war die Performance des amerikanischen Entertainers Liberace in einem weißen, bodenlangen, mit vier Volants gearbeiteten Nerzmantel. Trotzdem bevorzugten die Herren deutlich mehr die rustikaleren Fellarten, wie Wolf, Waschbär oder Spitznutria. Durchaus erfolgreich sind bis heute unter anderem die Klassiker: der Nerzblouson im Stil einer Pilotenjacke, die russische Ohrenklappenmütze Uschanka aus Nerzfell und der nerz- oder samtnerzgefütterte Stoffmantel.
Mit der vor 1990 entwickelten Flechttechnik für Felle wurden nach 2000 auch Accessoires aus Nerz und Nerzschweifen wieder aktuell. Unter anderem Schals, Pelzstolen und Westen, die sich durch eine neuartige, den Strickwaren ähnliche, fließende Optik auszeichnen.

## Europäischer Wildnerz
Von dem ehemals in ganz Europa beheimateten Nerz bestehen heute wesentliche Restbestände nur noch in Teilen Osteuropas, die IUCN listet ihn als „stark gefährdet“ (endangered). Zumindest vor 1988 kamen noch Fellanlieferungen aus der Sowjetunion und aus dem Stromgebiet des Donaudeltas in Rumänien.
Die Felllänge des Europäischen Wildnerzes beträgt 35 bis 40 Zentimeter, der Schweif ist 12 bis 16 Zentimeter lang. Als einzige Unterart erreicht der kaukasische Wildnerz eine Länge von 38 bis 44 Zentimeter und eine Schweiflänge von 16 bis 20 Zentimeter. Ein besonders Kennzeichen ist die weiße Oberlippe, die dem amerikanischen Verwandten fehlt, gelegentlich haben sie, wie auch der Amerikanische Nerz, weiße Flecken an Kehle und Brust. Die Fellfärbung ist stets sehr dunkel, fast schwärzlich („im allgemeinen dunkler als die wilden amerikanischen Nerze“ (Wallmeyer)), die Unterwolle und das Oberhaar sind häufig etwas grob und steif, so dass sie auch um 1900 bereits wesentlich geringer bewertet wurden als der Amerikanische Nerz. Die Felle westsibirischen Herkommens sind etwas voller in der Unterwolle und dichter im Haar, sie erreichen jedoch nicht die Qualität des Amerikanischen Nerzes.
Populationen des Altai-Gebirges weisen im Sommer am Rücken eine Grannenlänge von etwa 17 Millimeter auf, der Wollhaare von knapp 10 Millimeter. Auf 1 Zentimeter² stehen durchschnittlich 17.450 Haare. Auf ein Grannenhaar entfallen 16 bis 22 Wollhaare.
- Der russische Rauchwaren-Standard unterscheidet nach Herkommen in Westliche, Nördliche, Zentrale und Kaukasische; nach Qualität in I., II., und III. Sorten. Die erste Sorte ist weißledrige Winterware, „Ledjanka“ (ljod = eis). In die zweite Sorte werden die blauledrigen Felle mit weniger rauchem Schweif sortiert. Die dritte, blauledrige Sorte mit schütterem Schweif wird „Snopowka“ (snop = Ährengarbe) genannt.
- Europäische Sorten (Skandinavien usw.) werden sortiert in dunkelbraune, braune und hellbraune, die Anlieferungen wurden 1988 als unbedeutend bezeichnet.[2]

Etwa Anfang der 1940er Jahre kamen ca. 30 bis 40 Tausend Felle Europäischer Wildnerze in den Handel. Bis etwa 1940 hatten sich diese Anlieferungen auf den russischen Auktionen bis auf 70 bis 75 Tausend Stück erhöht. Davon stammten 15 % aus Karelien, 4 % aus dem Ural, 20 % aus Westsibirien, 25 % aus Zentralrussland, 10 % aus der Ukraine und 15 % aus dem Nordkaukasus.
Daneben hat man in einigen Gebieten Europas und Asiens Amerikanische (Wild-)Nerze erfolgreich eingebürgert, beispielsweise in Schweden, Norwegen, Finnland, Karelien, am mittleren Ural, im Altai, im Fernen Osten und anderen Teilen Russlands, andere entkamen aus Zuchten. Bereits 1961 wurden allein in Schweden bei intensiver Bejagung geschätzte 18.000 Wildnerze gefangen.

## Mink, Amerikanischer Wildnerz
Das Fell des Amerikanischen Nerzes ist wesentlich größer als das des Europäischen Nerzes. Es hat keine weiße Oberlippe, in der Wildform jedoch meist, beim europäischen Nerz kaum vorkommende, helle bis weiße Kehl- und Brustflecken. In seinem großen Verbreitungsgebiet, in Nordamerika fast vom Polarkreis bis zum Golf von Mexiko, bildet der Mink eine ganze Anzahl Unterarten, die sich in Größe, Körperbau und Haaraufbau wesentlich unterscheiden. Während beispielsweise im Stromgebiet des Yukon Nerze mit einer Körperlänge von 70 bis 80 Zentimeter leben, erreichen die kanadischen Unterarten nur eine Länge von 30 bis 40 Zentimeter. Die Farbe variiert von einem sehr dunklen, fast schwarzen Braun bis zu „lehmfarben“. Das Sommerfell ist kurzhaariger und weniger dicht und glänzend als das Winterfell.
Je südlicher das Herkommen der Felle, desto heller werden sie. Außerdem verlieren sie an Rauche, das heißt, das Haar wird flacher und die Behaarung weniger dicht. Felle mehr aus dem Inland sind seidiger, dunkler und kurzhaariger als von Tieren in Küstennähe. Kanadische Sorten sind leichter im Leder, südliche schwerer. Ostkanadische sind die besten, ausgenommen vielleicht einer gering anfallenden Anzahl aus dem Norden des Staates Maine. Diese Felle sind in der Haarstruktur sehr seidig, dunkel in der Farbe und haben einen schönen Glanz, der von denen anderer Gegenden nicht erreicht wird. Je näher die Anfallgebiete an die Rocky Mountains heranreichen, umso größer werden die Felle, aber umso geringer wird die Haarbeschaffenheit und schlechter die Farbe. In den westlichen Regionen, jenseits der Rocky Mountains entlang der Pazifikküste lebt eine sehr kurzhaarige aber große Art, einige davon mit recht guter Farbe. Die typischsten dieser Art kommen aus British Columbia und Alaska. Je weiter die Anfallgebiete an die Westküste heranreichen, desto weniger farbintensiv sind die Felle.
Die Felle aus den Vereinigten Staaten sind weit unterschiedlicher als die aus Kanada. Aus dem Nordosten der USA kommt eine Sorte, die der guten ostkanadischen ziemlich gleichkommt. Je weiter östlich und südlich das Herkommen, desto raucher und ärmer in der Farbe werden die Felle. Im Süden, hinein in die Staaten Minnesota, Norddakota, Süddakota und Nebraska findet man den mit dem Sammelnamen North-Western bezeichneten Typ. Er ist meist sehr groß, hat lange grobe Grannen, auch die Unterwolle ist sehr grob. Überhaupt wird das Fell gröber und gröber, je weiter man durch die Mittelstaaten der USA nach Süden vordringt.
Aus den mittleren Südstaaten der USA, hauptsächlich aus Minnesota, kommen mehr Felle als aus den anderen Staaten. Dieser Southern oder Salt-Walter Typ ist etwas kleiner als der Typ des mittleren Kontinents, hat aber eine gute Größe. Die Farbvarianten reichen von einem Rotbraun über gelblich bis zu einem beinahe orangen Ton. Abweichend sind die Felle aus dem French Settlement um den Lake Maurepas östlich des Mississippi. Die Felle aus diesem Süßwassermarschland sind hier oft so dunkel, dass sie mit denen aus den nördlichen Regionen verwechselt werden.
Aus den landschaftlich flachen Gebieten der USA kommen sehr rauche und langhaarige Felle, während entlang der Pazifikküste ein Wildnerz anfällt, der dem Typ der westlichen kanadischen Küste ähnelt.
Die Hudson’s Bay Company, gegründet 1670, nahm eine Aufteilung Kanadas in 16 Areale vor und beschrieb für jedes dieser Gebiete den dort vorkommenden Felltyp. Aufzeichnungen aus 1777 kennen elf unterschiedliche nordamerikanische Nerz„rassen“, letztlich wurden 1930 fünf als Unterarten des amerikanischen Nerzes spezifiziert.
Der Handel unterscheidet bei der Qualitätsbeurteilung Ones (Nr. 1), Twos (Nr. 2), Threes (Nr. 3), und Fours (Nr. 4), wobei die Haarbeschaffenheit das ausschlaggebende Kriterium ist.
Bei den Ones ist das Haar gut entwickelt, das Grannenhaar deckt die Unterwolle gut ab und das Fell ist voll im Haar und von gutem Glanz.
Twos haben oft ein bläuliches Leder, meist stammen diese Felle aus der Zeit des Frühlingsbeginns. Diese Felle haben nach der Zurichtung oft kein dehnbares Leder, häufig wird das Haar beim Gerbprozess dazu noch krummspitzig.
Threes sind meist schon nicht mehr brauchbar, es sind Felle, die aus dem frühen Herbst- oder dem späten Frühlingsanfang stammen. Das Haar, insbesondere die Unterwolle, ist insgesamt wenig entwickelt.
Fours sind Felle aus dem Frühsommer oder von kranken Tieren.
Die Sortierung erfolgt meist erst, nachdem die Felle zugerichtet sind. Sie kommen, lose in Kisten verpackt, anschließend in Partien, den sogenannten Lots auf den Rauchwarenmarkt. Unterschieden wird dann zwischen der ersten Wahl = Choice Dark, den fachsprachlich „blauen“ Fellen; den Darks = dunkel, Dark Brown = dunkelbraun; Brown = braun; Pale = hell und Red = (fachsprachlich) rot.
- Nach Herkommen (Provenienzen):[25]

Nord-Osten (Kanada)
Labrador: Sehr rauch, feinste Sorten. Klein bis mittelgroß; ganz feinseidig bis tiefdunkel-blauschwarz.
Neuschottland (Halifax): Ähnlich fein wie Labrador, aber kleiner.
York Fort (etwa Alberta, Saskatchewan, Manitoba): Mittelgroß; feinseidig; sehr dunkel, fast blauschwarz.
Mackenzie River: Große zartfarbige, bläulich blonde Felle mit seidigem, kurzem Haar.
Nordwesten (USA)
Alaska: Sehr groß, größer als andere Sorten. Weniger seidig, kräftig; meist dunkel. Gute aus dem Bezirk Kenai Peninsula. Anlieferung größtenteils mit dem Haar nach außen.
Yukon: Noch größer; feinseidig; sehr dunkel, fast blauschwarz. Man bezeichnet ihn als „ingens“, „den Gewaltigen“. Seine Haarstruktur gilt als eine der besten Herkommen.
„Kuskokwin“, ein naturpastellfarbener Nerz, kommt aus dem seenreichen Tundragebiet Zentralalaskas. Wegen der Größe und Dichte seines Fells wurde er zur Zucht angesetzt, „nachdem er erst vor einigen Jahrzehnten (1988) in einigen Exemplaren lebend gefangen wurde“.
Westen
Südliches Alaska, Niederkalifornien: Groß; weniger seidig; mittelbraun.
Zentralstaaten (Centrals)
Minnesota und Nord-Dakota: Besonders groß; grobseidig; mittelbraun bis dunkelschwarz. In Teilgebieten Central Western sogenannte Cottons mit hellem, wenig abgedecktem Unterhaar.
Süd-Staaten
Carolina: Raucher; etwas dunkler; weniger schwerledrig; jedoch kleiner; gröber, spießiger im Haar.
Louisiana: Mittelgroß weniger feinhaarig; mittelfarbig.
Mississippi-Delta: Gröber; sehr hell, gelblich bis bräunlich; leichte Qualität. Die Felle gelten als die geringste Qualität, sie werden als „fish-mink“ bezeichnet.
Florida, Georgia, Alabama: Sehr flach, dünn im Haar, „lehmfarben“ („lutensis“).
Ost-Staaten
North Carolina, Georgia, Pennsylvania: Weniger feinhaarig; doch immer ziemlich dunkel. Teils sind die Felle größer und gröber im Haar.
- Sortimente

Hudson’s Bay Company und Annings Ltd. London sortieren nach
Herkommen: YF (York-Fort), MKR (Mackenzie River), WA (Westarktis), EB (Eskimo-Bai), MR (Moose River) East (Ost), MR West, LS (Oberer See) & CANA (Kanada), LS & MR, NW Coast, Alaska, USA
Sorten: I, I & No. 2, II, III, IV, damaged, specimen. 1987 brachte die Hudson’s Bay Company für die noch bei ihr verbliebenen Farmer erstmals Felle unter der Qualitätsbezeichnung „Ultra“ in den Handel.
Farben: exexdark, exdark, dark, medium, pale, pt. pale
Der Wildnerz hat im Gegensatz zum Zuchtnerz kein bräunliches, sondern ein bläuliches Unterhaar.
Wie erwähnt, hängt beim Wildnerz die Größe des Fells und die Haarqualität eng zusammen. Über die Größen nach Herkommen kann zusammenfassend in etwa gesagt werden: Die kleinsten kommen aus der Gruppe der Eastern-Minks, der östlichen Wildnerze, sie nehmen an Größe zu, je weiter sie aus den südlichen Sektionen kommen. Beim Typ aus dem mittleren Nordamerika ist es umgekehrt. Der größte Nerz kommt hier aus dem Gebiet der Großen Seen und er nimmt an Größe ab, je weiter er aus dem Süden stammt. Die größten Felle aus den östlichen Sektionen sind nicht größer als die mittelgroßen des mittelamerikanischen Nerzes.
Die Felle werden rund abgezogen angeliefert, meist mit dem Haar nach innen. Sie werden im Rohzustand im freien Handel und über Auktionen gehandelt.
Der Haltbarkeitskoeffizient für seidige Felle u. a. Kanadier beträgt 50 bis 60 %, für gröbere Qualitäten 60 bis 70 %. Ein englischer Kürschner ging bereits 1913 mit seiner Einschätzung darüber hinaus, er schrieb über die Wildnerze: „Sie tragen sich extrem gut, tatsächlich gehören sie zu den tragbarsten Pelzen die ich kenne.“ Bei einer Einteilung der Pelztiere in die Feinheitsklassen seidig, fein, mittelfein, gröber und hart wird das Haar des russischen Nerzes und das Herkommen aus den südlichen USA als mittelfein, insbesondere das des Fishminks aus den südlichen USA als gröber eingestuft. Der Zuchtnerz findet in dieser Auflistung keine Erwähnung.
Eine amerikanische Statistik bezifferte den Anfall an Wildnerzen aus den USA und Kanada für 1974/75 mit etwa 350 Tausend Fellen. Der Anfall in der Sowjetunion betrug, zum Vergleich, 30 Tausend in der Saison 1973/74, die jedoch sämtlich nicht exportiert wurden. In den darauffolgenden Jahren schwankte der nordamerikanische Anfall zwischen 300 und 400 Tausend Fellen, davon knapp ein Drittel aus Kanada.
Des Weiteren fallen inzwischen in Europa und Asien Felle aus Einbürgerungen und von aus Farmen entwichenen Minks an. Amerikanische Wildnerze wurden unter anderem in Russland und im Fernen Osten (1939, im Ussuri-Amurgebiet) angesiedelt. Aus Schweden werden Felle von aus Farmen entkommene Tieren angeboten. Auch in Mitteleuropa besteht heute eine erhebliche Population. Eine Bejagung findet in Deutschland jedoch fast nicht statt. Ursachen sind der zeitweilig niedrige Fellpreis sowie die gesetzlichen Jagdbeschränkungen. Der wohl bedeutendste Aufkäufer deutscher Wildware bekommt jährlich höchstens 50 Felle meist geringer, schlechtfarbiger Qualität angeboten, die hauptsächlich schwarz eingefärbt und anschließend zu Besätzen verarbeitet werden (2010).
Große Sorten werden häufig zu Kleinteilen, wie Besätzen und Schals, früher auch zu Kolliers, verarbeitet, mittelgroße, leichtledrige Sorten zu Jacken und Mänteln. Während das Wildnerzfell in ausgesuchter Qualität ehemals als besonders erlesen galt, war das Interesse daran in Deutschland in den letzten Jahrzehnten gering (2010).
Die besten Farben kommen aus dem Norden, etwa 45° nördlicher Breite. Die mittleren Farbsorten stammen aus dem Raum zwischen dem 45. und dem 50. Breitengrad, sie weisen eine bräunliche Farbe auf. Vom 35. Breitengrad südwärts wird ein rotbrauner Typ gefunden.
| Sektion                                                                | XL* | Large* | Medium* | Small* | Farbe            | Haar            |
| ---------------------------------------------------------------------- | --- | ------ | ------- | ------ | ---------------- | --------------- |
| Eastern                                                                | 28  | 26     | 22      | 20     | dunkelblau braun | seidig          |
| Ontario                                                                | 30  | 27     | 24      | 22     | blaubraun        | seidig          |
| Nordkanada                                                             | 33  | 28     | 25      | 22     | blaubraun        | seidig          |
| Carolina                                                               | 30  | 25     | 22      | 20     | dunkelbraun      | mittelgrob      |
| Minnesota                                                              | 34  | 29     | 25      | 23     | braun            | grob            |
| Iowa                                                                   | 31  | 27     | 24      | 22     | mittelbraun      | grob            |
| Central                                                                | 30  | 26     | 24      | 22     | hellbraun        | sehr grob       |
| Louisiana                                                              | 30  | 26     | 24      | 22     | rotbraun         | sehr grob       |
| Coast und British Columbia                                             | 32  | 28     | 26      | 23     | mattbraun        | seidig und dünn |
| * Alle Maße sind in amerikanischen Inches angegeben (1 Inch = 2,54 cm) |     |        |         |        |                  |                 |

### Seenerz
Über den im 19. Jahrhundert durch übermäßige Bejagung ausgestorbenen Seenerz ist wenig bekannt. Er lebte an der nordamerikanischen Atlantikküste, das letzte Exemplar soll 1894 in Neubraunschweig erlegt worden sein.
Er war dem eng verwandten Amerikanischen Nerz ähnlich, wurde aber deutlich größer. Die Kopfrumpflänge wird auf 66 Zentimeter geschätzt, wozu noch ein rund 25 Zentimeter langer Schwanz kam. Das Fell war rauer und rötlicher als das des Amerikanischen Nerzes.

## Der Zuchtnerz

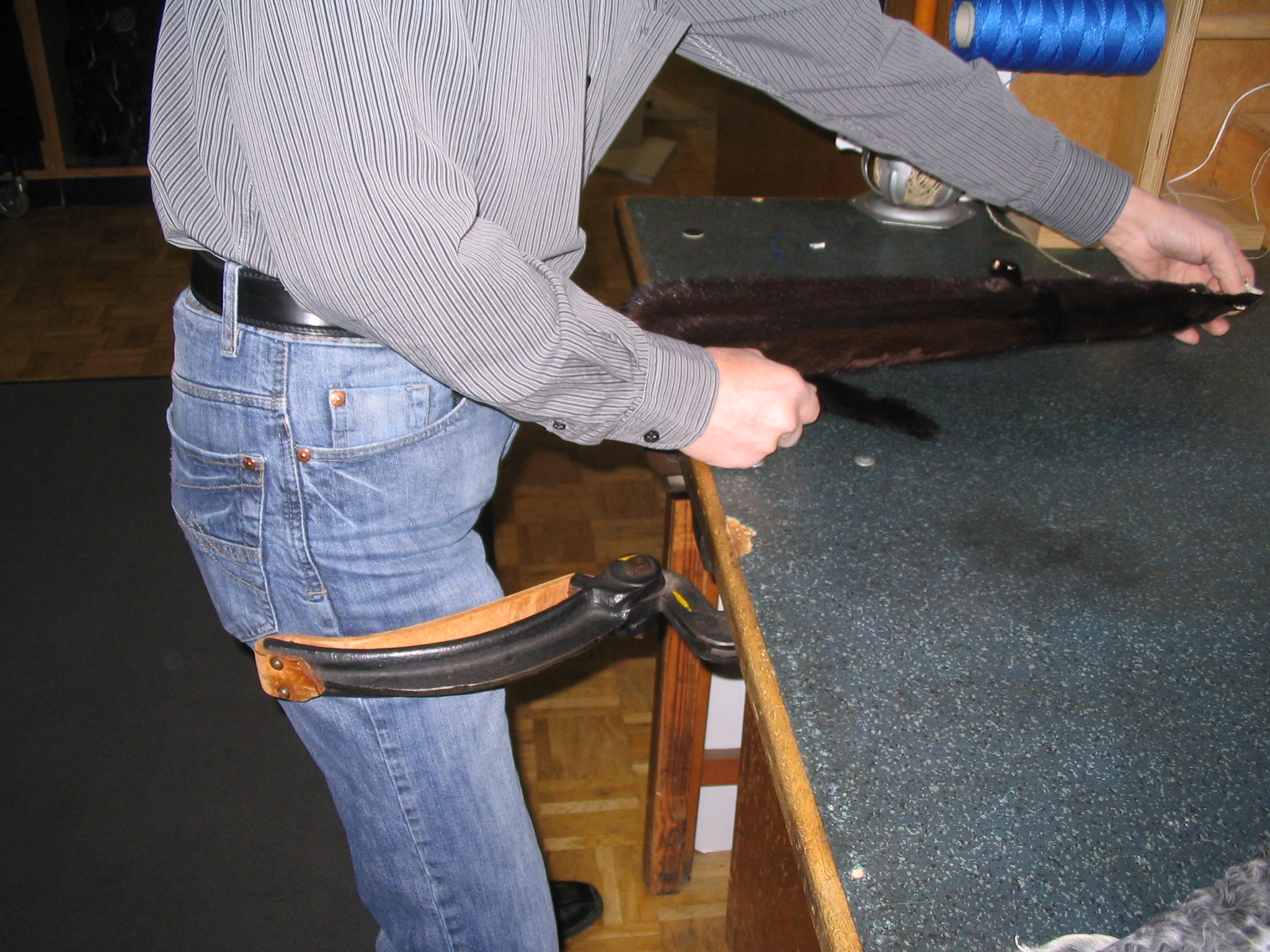
Beim Rauchwarenhändler:
Ein Nerzfell wird gestreckt (2012)

Die Zucht des Amerikanischen Minks begann vor 1900 in Nordamerika und hatte 1920 bereits ein beträchtliches Ausmaß erreicht. Um diese Zeit wurden auch die ersten Farmtiere nach Europa verkauft. Bis nach dem Ende des Zweiten Weltkriegs hatte sie jedoch nicht den Umfang der Silberfuchszucht. Zu diesem Zeitpunkt hatte die Mode der Langhaarfelle abgenommen und der Nerz fing an die Pelzmode zu dominieren.
Der erste Nerzmantel aus deutschen Zuchtnerzen entstand im Jahr 1931. Der Damenmantel war aus 105 Fellen der Nerzfarm Fürstenried in Unterdill bei München gearbeitet. Die Herstellung übernahm die Münchener Firma Bernhard Bauch, wo der Mantel vor dem Verkauf nach Paris eine Zeitlang im Schaufenster zusammen mit lebenden Tieren ausgestellt war.

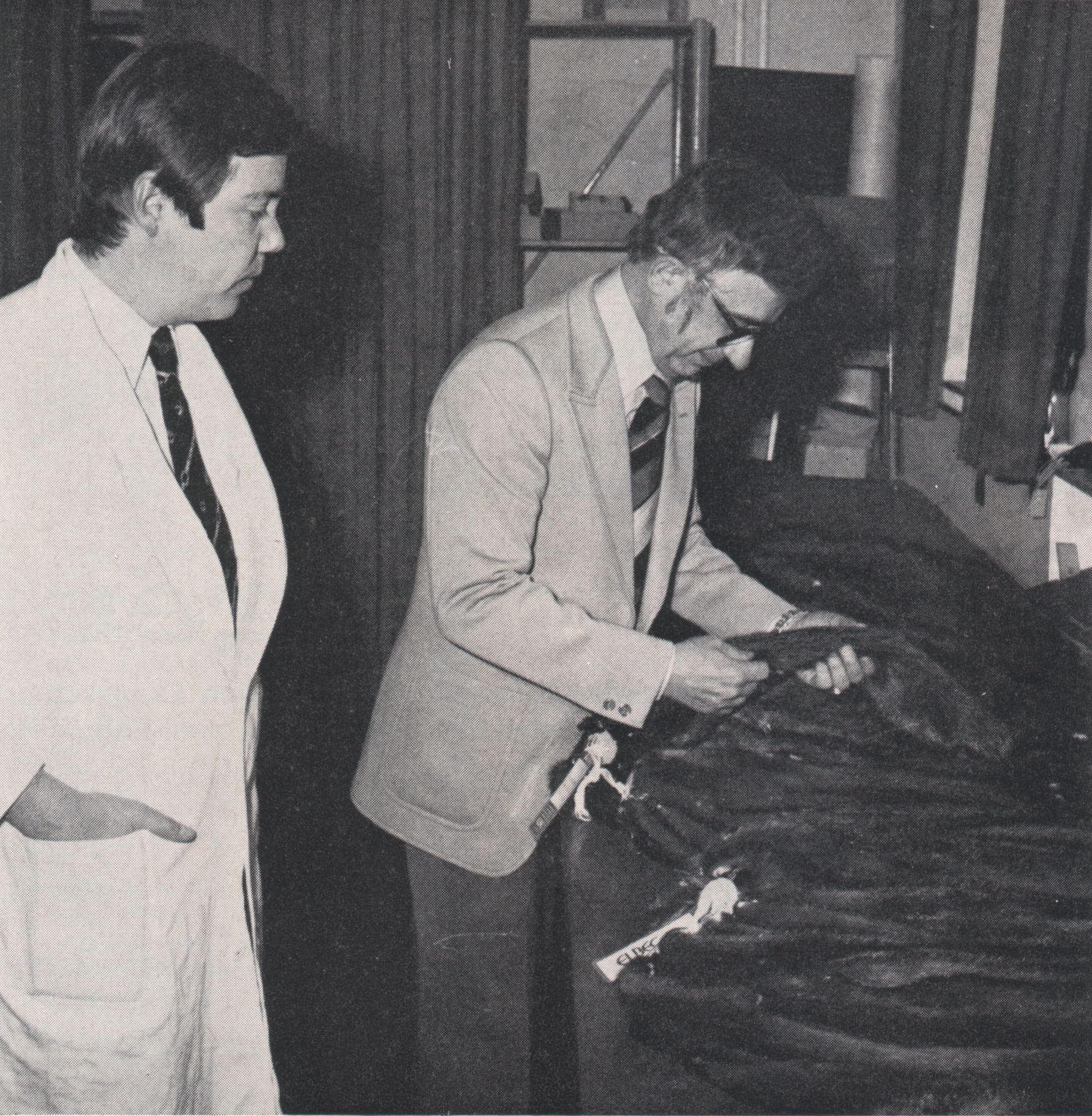
Begutachtung des neuen, langhaarigen Nerztyps „Sa Belle“ (1975)

Amerikanische Züchtungen langhaariger Felltypen (begonnen etwa 1950) wie SAMI-Nerze (1958, aus sable und mink, englisch Zobel und Nerz); Granne zweieinhalb bis dreimal, Unterwolle doppelt so lang wie die der bekannten Farm- und Wildnerze oder KOJAH (Züchter C. Piampiano, Zion (Illinois), ebenfalls zobelähnlich, erstmals 1968 mit etwa 5000 Fellen angeboten) konnten sich trotz der anfänglichen Rekordpreise am Markt nicht durchsetzen. Es gab erfolgreiche Versuche, sie mit Mutationsnerzen zu kreuzen, über eine längerfristige Vermarktung der auch unter dem Namen Sa Belle. 1975 erstmals in Deutschland angebotenen, als verbessert bezeichneten Zuchtergebnisse, mit flauschiger Unterwolle und weniger Grannen, ist offenbar nichts bekannt geworden.
1974/75 betrug das Weltaufkommen an Farmnerzfellen knapp 24 Millionen, davon 12 Millionen Standardnerze. Unter diesem Namen werden die naturfarbig braunen Zuchtnerze gehandelt. Der Begriff kam, eigentlich zur Unterscheidung vom Wildnerz, einige Jahre nach dem Zweiten Weltkrieg auf. Nachdem immer dunkelfarbigere Nerze gezüchtet wurden, haben sich stattdessen zunehmend die aussagekräftigeren Bezeichnungen Darknerz und Blacknerz durchgesetzt.
Einen vergleichbaren Haltbarkeitskoeffizienten extra für den Zuchtnerz gibt die Fachliteratur nicht an. Es ist davon auszugehen, dass die Haltbarkeit der heutigen, besten Qualitäten deutlich über der des Amerikanischen Wildnerzes, nahe bei den für Seeotter angenommenen 100 Prozent, liegt.

### Nerzfarben und andere Differenzierungen

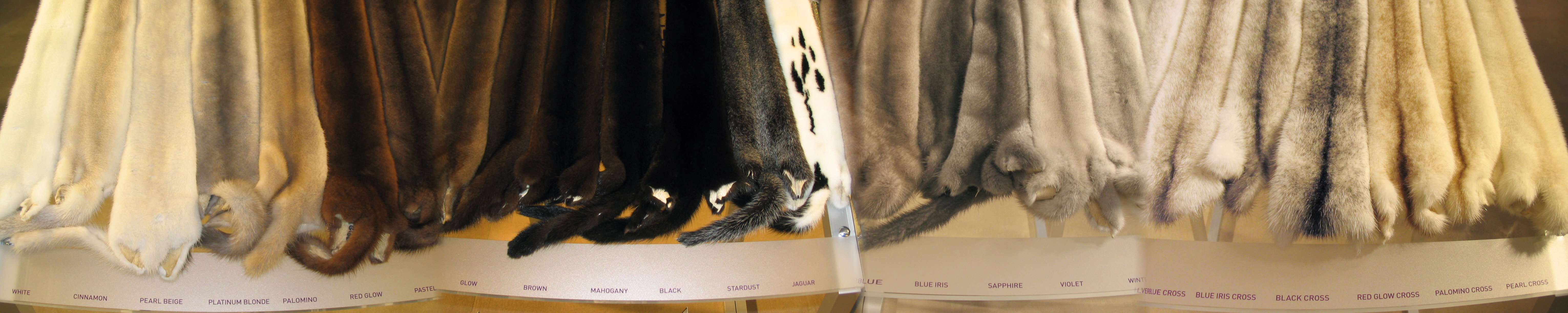
Skandinavische Zuchtnerz-Farben (2008)

Der für den amerikanischen Nerz charakteristische Kehlfleck ist durch Zuchtauslese heute in der Regel völlig verschwunden, inzwischen ist fast nie mehr ein kleiner Restfleck vorhanden. Für die Familie der Marder typisch sind die bei den verschiedenen Fellen mehr oder weniger stark vorhandenen, über das ganze Fell verteilten Einsprengsel von weißen Grannenhaaren und Büscheln weißer Wollhaare. Beim Standardnerz galten die weißen Grannen als Kennzeichen eines naturfarben belassenen Felles. Es fallen noch immer solche Nerze an, in der Regel weisen sie jedoch heute kaum noch weiße Haare auf (2010).
In der Pelztierzucht traten immer wieder Farb-Mutationen auf, von denen etwa zwanzig bis dreißig Farben, Farbschattierungen oder Fleckungen einen größeren Marktanteil erlangten. Die Zahl ist je nach Angebot und Nachfrage einem ständigen Wechsel unterworfen. Nachdem bereits 1988 die Zahl der durch planmäßige Zusammenstellung und Kreuzung der Farbschläge entstandenen Varianten auf knapp unter zweihundert geschätzt wurde, dürfte die Zahl inzwischen deutlich darüber liegen.

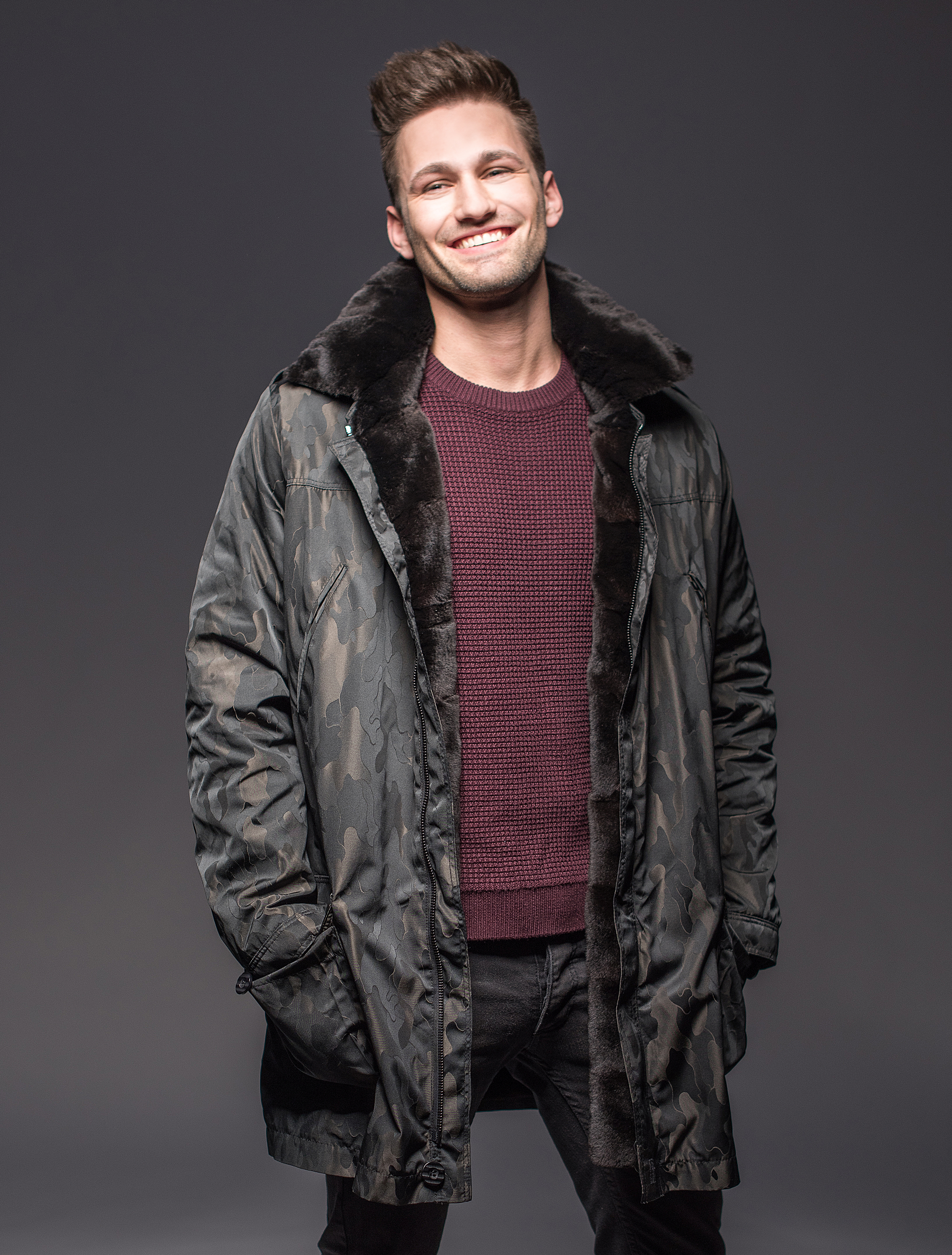
Herrenjacke mit Samtnerzfutter
(Bern, 2016)

Mit der Zucht von Mutationsfarben beim Nerz bekam die Mutationszucht das erste Mal eine Bedeutung in der Rauchwarenwirtschaft, bis dahin versuchte man erfolgreich einen möglichst reinen Nerztyp zu züchten. Das Ergebnis war der Standard Nerz. Die erste Nerzmutation wurde 1929 in Kanada bekannt. Kommt eine neue, farblich ansprechende Farbe auf den Markt, ist sie für den Handel erst ab einer verfügbaren Menge von etwa 5000 Fellen interessant. In den ersten Jahren erzielten diese Sortimente meist außergewöhnlich hohe Preise. 1950 lieferten die USA, die in der Mutationsnerzzucht immer führend waren, nur noch 30 Prozent der Felle in der klassischen dunkelbraunen Farbe Standard, Kanada 40 Prozent.
Für die deutschen Nerzzüchter und Kürschner war es nach dem Zweiten Weltkrieg wohl die größte Überraschung, welchen Umfang und Bedeutung die Mutationsnerzzucht inzwischen erlangt hatte. Auf einer Londoner Mai-Auktion wurden 1957 erstmals mehr Mutationsfelle als Standardfelle angeboten, zwei Jahre später hatte sich das Angebot in etwa ausgeglichen.
Der erste Mantel aus Silverblue beziehungsweise Platinum-Nerz wurde auf einer New Yorker Wohltätigkeitsveranstaltung zu dem damaligen Rekordpreis von 18 Tausend Dollar verkauft. Dieser blaugraue Farbton war die erste Mutationsfarbe, deren Weiterzucht, auf der Farm von W. Whittingham in Wisconsin, planmäßig betrieben wurde. Die erste bekannt gewordene Nerzmutation erfolgte in Kanada. Auf Grund der damaligen Verbandsbestimmungen über reinrassige, also braune Tiere, wurde das Tier jedoch ausgesondert.
Eine ebenfalls frühe Mutation ist der Aleuten-Nerz in stahlblauer Färbung. Beide Farben, Platinum und Aleuten, kamen aus Würfen, deren Eltern Wildfänge waren. Aus der Kreuzung des Aleuten-Nerzes mit dem Platinum-Nerz entstand der blaugraue Saphirnerz, der Erlös für den ersten Mantel daraus erbrachte 36 Tausend Dollar, den zweiten Mantel erhielt Evita Perón, Ehefrau des argentinischen Präsidenten Juan Perón.
Als Pastellnerz wurde die 1943 in einer kanadischen Farm aufgetretene Mutation mit gelbbrauner Färbung und leicht blauem Schimmer bezeichnet. Die Farbe Pastell war viele Jahre sehr erfolgreich, bis sie durch die Zucht dunklerer Farbschattierungen an Bedeutung verlor.
Die vier vorgenannten Farben waren die ersten der gehandelten Mutationsnerze.
1947 erschien der cremefarbige Palomino Nerz in Karleby, Finnland. Fast gleichzeitig tauchte eine ähnliche Tönung in den USA auf.
Die Farbe Violet wurde 1958 als neue Mutation aus der Gruppe der „Azurènes“ von der Züchtergemeinschaft Emba mit 1000 Fellen zur Vermarktung für das kommende Jahr angekündigt.

Silverblue Nerz-Wendemantel (Stuttgart, 2017)
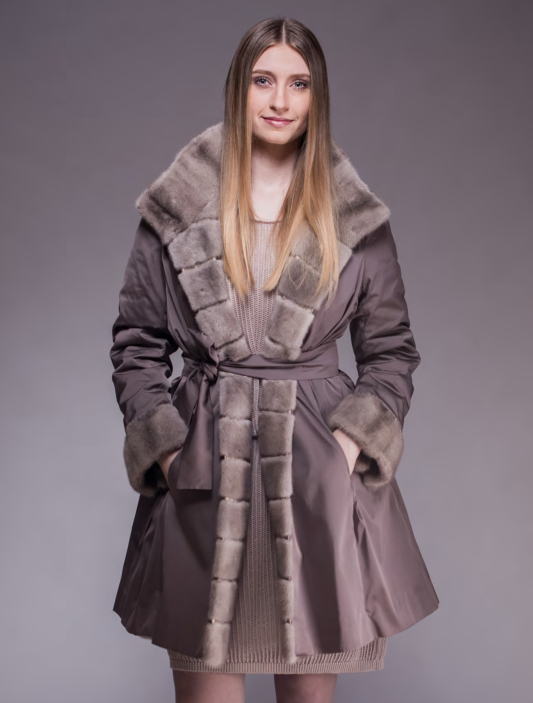
Stoffseite
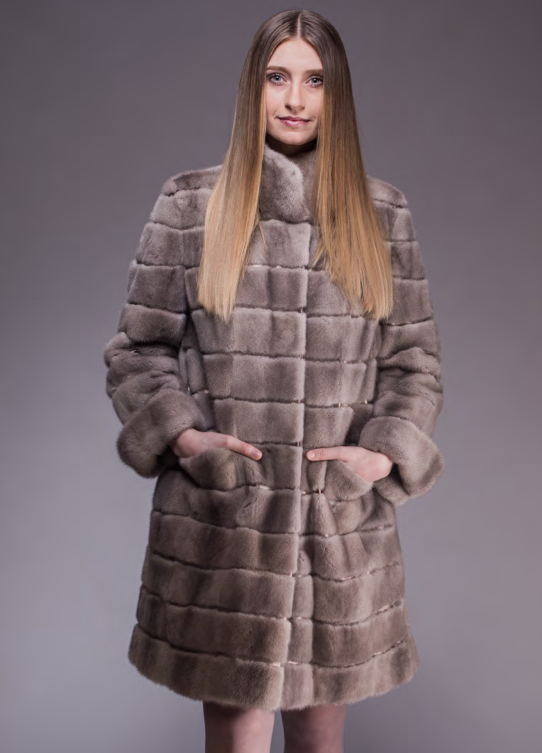
Fellseite

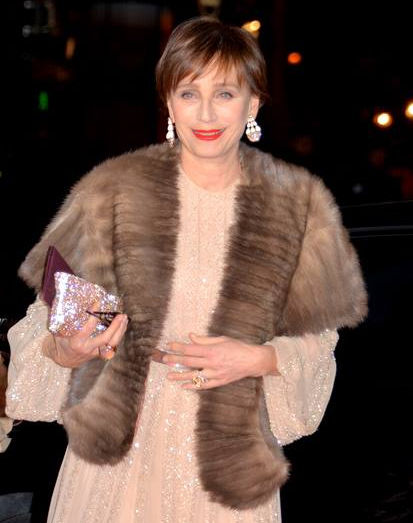
Kristin Scott Thomas mit Pelzcape aus Nerzschweifen (2016)

Die Züchterorganisationen vermarkten ihre Fellfarben unter teils unterschiedlichen Handelsnamen. Nachfolgend eine Auswahl, teils nicht mehr bestehender Organisationen, schon wegen der ständigen Fortentwicklung der Zucht, ohne Anspruch auf Vollständigkeit.
|                                                       | KOPENHAGEN FUR; SAGA (seit 2004 getrennt) | EMBA (erstmals angeboten) | CMBA; NAFA (bis Ende 2019) | American Legend |
| ----------------------------------------------------- | ----------------------------------------- | ------------------------- | -------------------------- | --------------- |
| Naturschwarzbraun                                     | Black; scanblack                          | Standard Extra Dark       | Dark                       | Blackglama      |
| Sehr dunkles Naturbraun                               | Mahogany                                  |                           |                            |                 |
| Natur-Wildnerzfarbig hell                             | Glow; Scanglow                            |                           | Wild Types                 |                 |
| Natur-Wildnerzfarbig dunkel                           | Demibuff; Scanbrown                       |                           | Demi                       |                 |
| Naturbraun                                            | Pastel                                    | Autumn Haze (1946)        | Pastel                     |                 |
| Naturhellbraun                                        | Dawn                                      | Desert Gold (1953)        | Topaz                      |                 |
| Naturlichtbraun                                       | Palomino (1947)                           | Diadem (1955)             | Palomino                   |                 |
| Naturhellbeige                                        | Pearl (1942, Züchter Carl Rappe)          | Tourmaline (1956)         | Pearl                      |                 |
| Naturlavendelbeige                                    | Lavender                                  | Arcturus (1957)           | Lavender                   |                 |
| Naturblaubeige                                        |                                           | Morning Light (1960)      |                            |                 |
| Naturgrau                                             | Silverblue                                | Argenta (1942)            | Silver Blue                |                 |
| Naturbraun mit blauer Tönung (1962: nicht gefragt)    |                                           | Bluefrost (1945)          |                            |                 |
| Naturtaubengrau                                       | Hope                                      | Aeolian (1958)            | Hope                       |                 |
| Naturdunkelgrau, blasse Unterwolle                    | Blue Iris                                 |                           |                            |                 |
| Naturbronzegrau                                       | Aleutian                                  | Lutetia (1948)            | Aleutian                   |                 |
| Naturzartblau                                         | Sapphire                                  | Cerulean (1951)           | Sapphire                   |                 |
| Naturblassviolet                                      | Violet                                    | Azurene (1954)            | Violet                     |                 |
| Naturweiß                                             | White                                     | Jasmine (1947)            | White                      |                 |
| Naturweiß mit schwarzem Grotzen (1962: nicht gefragt) | Black Cross (früher Kohinoor)             | Royal Koh-i-nur (1945)    |                            |                 |
| " mit braunem Grotzen                                 | Brown Cross                               |                           |                            |                 |
| " mit grauem Grotzen                                  | Sapphire Cross                            |                           |                            |                 |
| Naturweiß mit schwarzen Flecken                       | Jaguar;(1960er Jahre) Finnjaguar          |                           |                            |                 |
| Naturdunkelbraun mit schleierartig weißen Spitzen     | Black Crystal (Norka, Russland 2012)      |                           | Black Crystal              |                 |

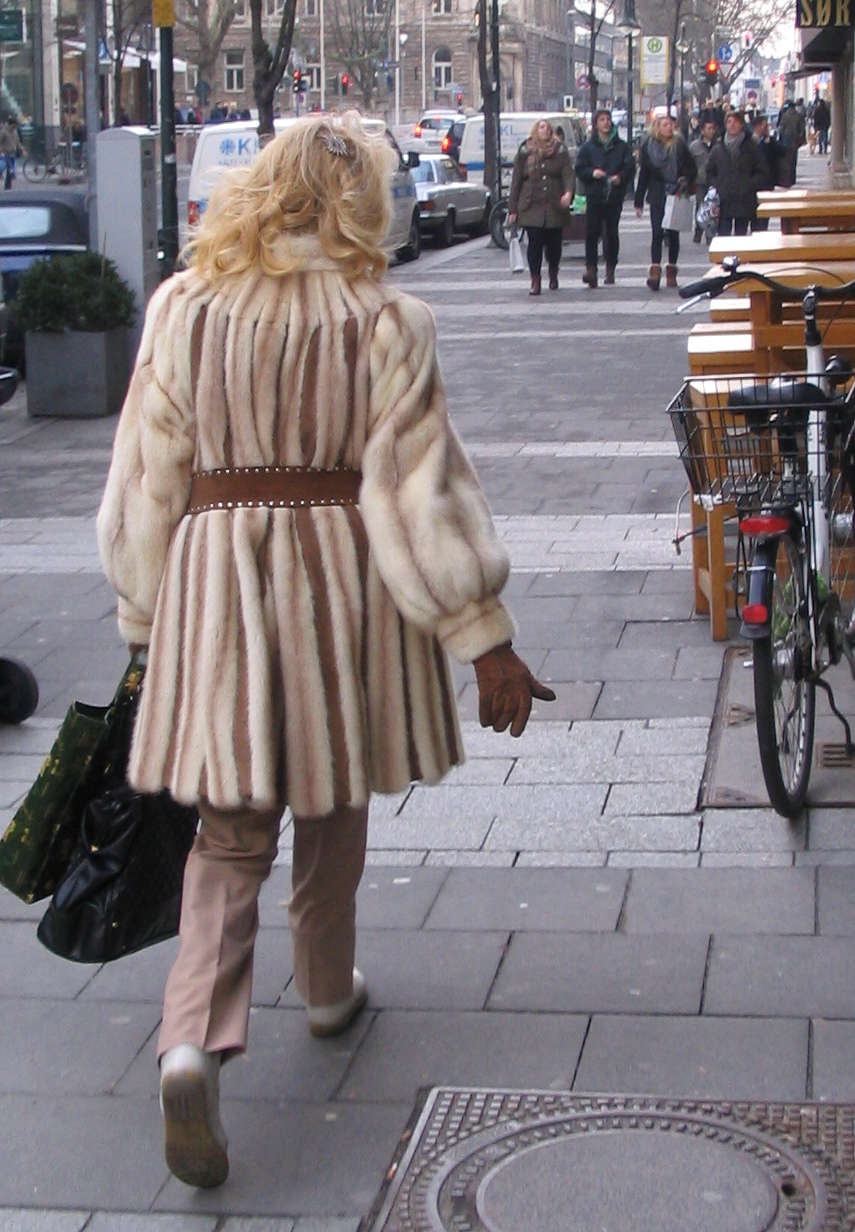
Browncross Nerzmantel mit Ledereinsätzen (2010)

Neben weiteren Farben gibt es zahlreiche Zwischentöne wie Pearl Beige (Saga), Golden Pearl (Saga), Pearl Cross (Saga), Sapphire Cross (Saga), Silverblue Cross (Saga), Palomino Cross (Saga), Pastell Cross (Saga) usw.

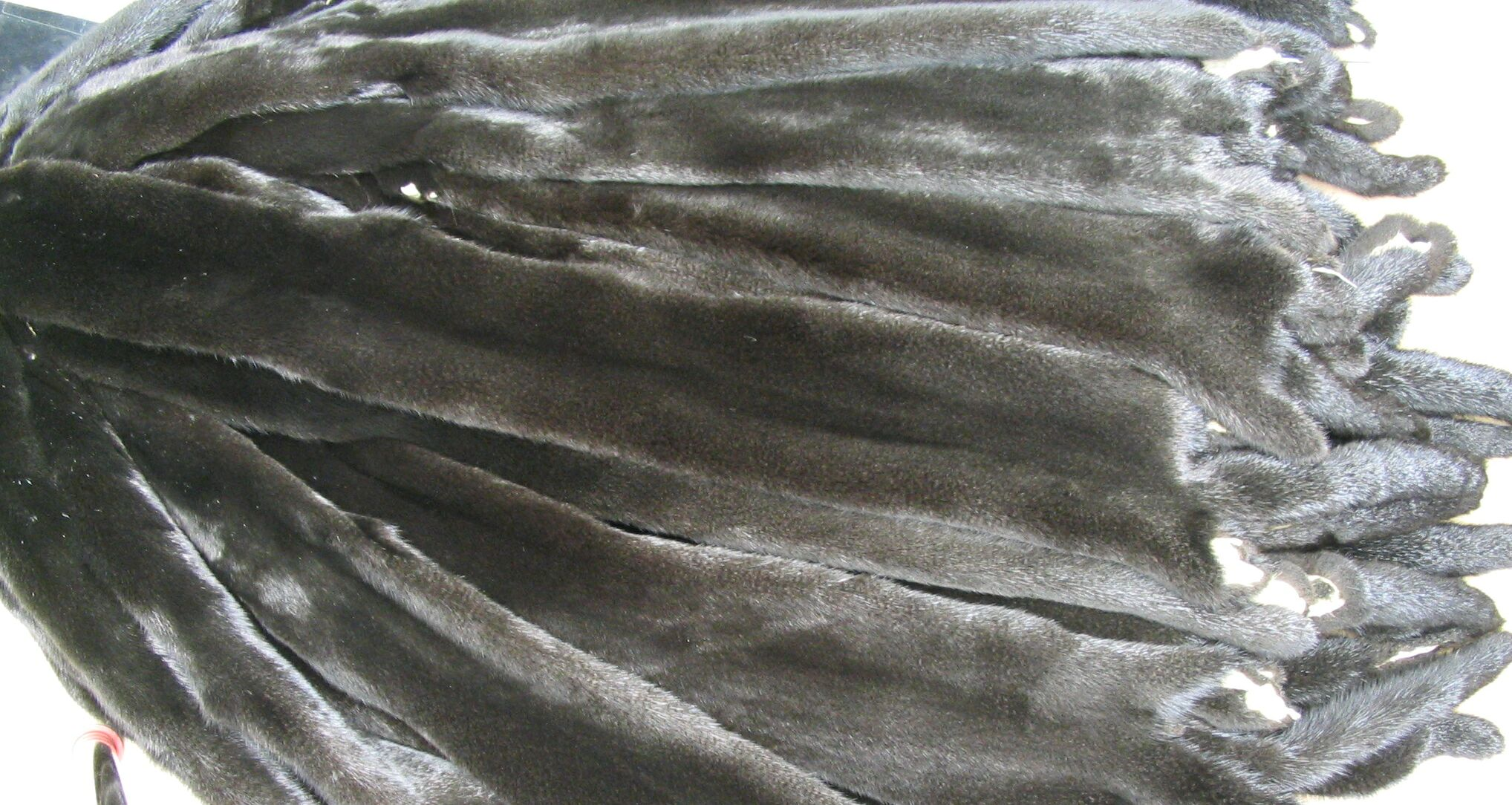
Dark Nerz (Blackglama)

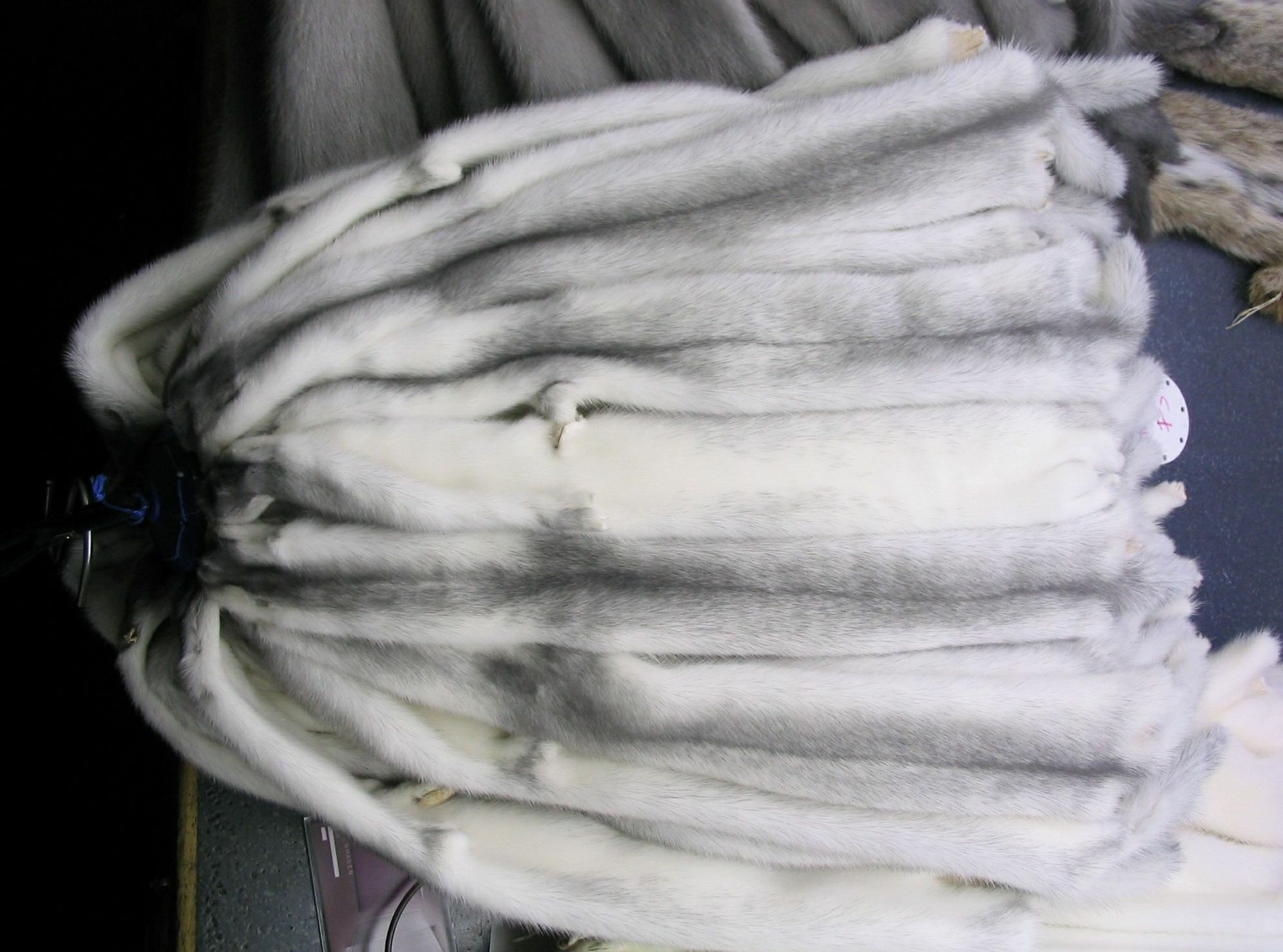
Greycross Nerzsortiment

- Amerikanische Züchter waren die ersten, die einen besonders kurzgrannigen schwarzbraunen Nerztyp („Short-Nap“) züchteten (Blackglama, American Legend, Canada Majestic). 1937 schrieb ein kanadischer Nerzzüchter: Gegenwärtig sind die kurzhaarigen Felle gesucht. Mit dichtem, stahlblauem, seidigem Unterfell, aus dem die reichlichen, kurzen, tiefdunkelbraunen Grannenhaare fast senkrecht in die Luft stehen. Diese feinen Felle kommen als Wildfänge aus dem nordöstlichen Quebeck, einem Distrikt, der als Ungava auf der Karte zu finden ist und der bis an die arktische Küste reicht.[57] Bald nach dem Zweiten Weltkrieg begann die Begehrlichkeit nach diesem Felltyp, begleitet von Werbekampagnen der nordamerikanischen Züchtergemeinschaften, auch in Deutschland. 1966 erwarben erstmals skandinavische Züchter 20 amerikanische Jet-Black Nerze.[58] Die skandinavischen Felle werden unter der Bezeichnung Black Velvet angeboten. Seit Februar 2014 bezeichnete Kopenhagen Fur diesen kurzgrannigen, amerikanischen Typ mit dichter Unterwolle der von ihr gehandelten Blacknerze als „AAA-mink“.[59]

Die hauptsächlich gehandelten Naturfarben sind derzeit:
- Black, Dark – die Weiterzucht des naturbraunen Nerzes (Standard Nerz) hin zu fast schwarz
- Mahogany – dunkelbraun (zwischen Demibuff und Dark)
- Demi Buff, Demibuff – mittelbraun (zwischen Pastell und Standard)
- Pastell – (hell-)braun
- Pearl – beige
- Jasmin – weiß
- Blackcross, Kohinoor – weiß mit schwarzer Fellmitte
- Wildglow – hell wildnerzfarbig (erstmals angeboten am 31. Januar 1982, 800 Felle auf einer Kopenhagener Auktion).[60]
- Triple ist die, nur für Pearlnerze angewandte, fachsprachliche Bezeichnung für extrem blasse Felle (expale).[2]
- Demibuff oder Demi Buff sind Kreuzungen der Standardmutationen Silverblue und Pastell, „das heißt eine Kreuzung zwischen rezessiven Mutanten des braunen mit dem blauen Typ (unwissenschaftlich als 'Halbblut', 'half blood', 'demi-sang' bezeichnet)“. Neben den genannten Farben entstehen in den Würfen Demibuff-Nerze, die farblich zwischen dunklen Pastell-Nerzen und Darknerzen liegen.[2]
- Ranch-Wild-Mink (ranched oder farmed Wild Mink) sind laut der Definition von Jury Fränkel's Rauchwarenhandbuch aus dem Jahr 1988: Nerze, die auf besondere Ähnlichkeit mit dem Wildnerz hin gekreuzt werden. Sie kommen aus Gebrauchskreuzungen verschiedener Farbtypen, zum Beispiel Royal Pastell mit Saphir etc. Diese wildfarbenen Tiere mit einer deutlichen Trennung des dunklen Grannenhaars von dem hellen Unterhaar können nicht zur Weiterzucht verwendet werde, sie würden sich dann wieder in die verschiedenen Farbschläge aufspalten.[61]

1987, ein Jahr vor Erscheinen des zitierten letzten Bands des Rauchwarenhandels, berichtet der französische Nerzzüchter André Simon 1987 in einem Vortrag vor Fachleuten jedoch, wie er 1962 gefarmte Wildnerzfelle in Handel brachte, 1964 erstmals in größerer Stückzahl zu einer internationalen Pelzauktion. Die Felle stammten ausschließlich von neu gefangenen amerikanischen, ursprünglichen Wildnerzen. Es waren zum einen die Mackenzie (genannt Mittainville-Stamm), eine Kreuzung von Tieren aus der Gegend des Mackenzie River, dunkel bis mtteldunkel; sowie der um Kotzebue, die Minnesota, auch American genannt, eine Kreuzung zwischen Minnesota-stämmigen und Kuskokwim-stämmigen Nerzen, mittel- bis hellfarbig. Die Zucht in Frankreich prosperierte schnell und Simon exportierte Zuchttiere in viele Länder. Folgt man André Simons Aussage, so gingen wohl alle 1987 angebotenen Wild-Type-Nerze beziehungsweise Ranch-Wildnerze auf diese, durch Auslese ständig verbesserte Zucht zurück.
- Sprinklers sind weiße Felle, mit unterschiedlich viel eingestreuten dunklen bis schwarzen Haaren. Im Extremfall sehen sie wie ein nicht ganz ausgeprägter Crossnerz aus, sie werden jedoch als extra Sorte auktioniert.

Spätestens um die 1990er Jahre nahm das Interesse an den Mutationsnerzfarben ganz besonders ab, bei einem gleichzeitigen Rückgang der Pelznachfrage allgemein. Vor allem auch in Italien behaupteten sich neben den Farbnuancen Dark und Black dem Wildnerz ähnliche Farben, wie Demibuff oder Lunaraine. Fast zur gleichen Zeit nahm jedoch der Anteil der modisch eingefärbten Pelze zu, für die vorwiegend hellfarbige Felle, bis hin zu weiß, benötigt wurden.
- Breeders sind Felle von Tieren, die sich aus irgendwelchen Gründen als zuchtuntauglich erwiesen haben. Während der normale Anfall in den Monaten Januar und März auf die Auktionen kommt, werden diese erst im März gepelzt und angeboten. Breeders sind zwar von guter, kräftiger Qualität, haben jedoch eine gelbliche, fachsprachlich „verpisste“ Wamme.
- Sommerfelle sind noch später angefallene, zum Teil auch Felle verendeter Tiere, die zwar ein flacheres Haar haben, ansonsten aber eine gut gedeckte Qualität aufweisen.
- Metallic benennt man Felle, bei denen das Oberhaar metallisch glänzt, weil (die Grannen) leicht gebogen, aber nicht krummspitzig sind.
- Cotton (grey wool; white wool; kobuk) sind Felle mit besonders hellem Unterhaar.
- Stewart sind Felle von Kreuzungen mit völlig weißer Wamme oder mit einem weißen Streifen.
- Lowgrades (inferior grades) ist die Bezeichnung für schlechtere Untersorten,

unter anderem
- Hippers; Felle mit offensichtlichen Verfärbungen um den Schritt im Hüft- und Bauchbereich,[63]
- Slippers; Felle mit bis zum Leder reichenden Kahlstellen,
- Bites; zerbissene Felle,
- Matted; verfilzte oder im Haar verknotete Felle.

Organisationen der Nerzzüchter und deren Markennamen:
- Kopenhagen Fur (Dänemark, Skandinavien): Kopenhagen Purple, Kopenhagen Platinum, Kopenhagen Burgundy, Kopenhagen Ivory[64]
- Saga (Skandinavien): Saga Selected
- Blackglama und American Legend (Nordamerika)
- Canada Majestic (Kanada)
- Amerimink, gegründet 1970, Nerzzüchter aus dem Nordwesten der USA, vertreten durch die Firma Joseph Liebergall & Co
- Norka (Russland)

### Auktionssortimente
Nerzfelle werden auf dem Weg vom Züchter zum Großhandel oder Produzenten fast ausschließlich über Auktionen gehandelt. Die Felle werden dort sehr differenziert sortiert angeboten. Das in Dänemark ansässige, ehemalige Auktionshaus Kopenhagen Fur hatte diesen Vorgang für Nerz inzwischen praktisch komplett mechanisiert.
Grundsätzlich unterscheidet man
Males, Felle männlicher Tiere. Sie sind etwa ein Drittel größer, langhaariger und dickledriger und damit etwas schwerer als die Felle weiblicher Nerze.
Females, Felle weiblicher Tiere.
Die nächste Klassifizierung erfolgt nach Größen, gemessen wird von der Nasenspitze bis zum Schweifansatz.

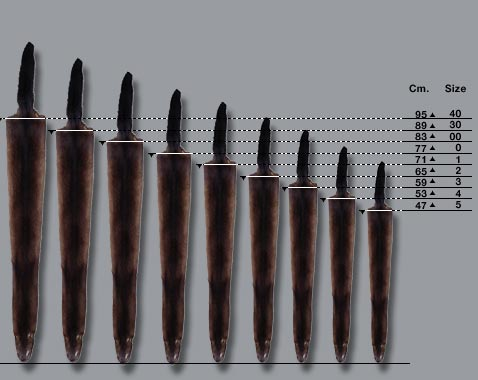
Nerzgrößen-Klassifizierung des Auktionshauses Saga Furs (2010)

Größenklassen, am Beispiel der Auktionsgesellschaft Saga Furs:
| größer als | Größen- Bezeichnung |  | größer als | Größen- Bezeichnung |  | größer als | Größen- Bezeichnung |
| ---------- | ------------------- |  | ---------- | ------------------- |  | ---------- | ------------------- |
| 95 cm      | 40                  |  | 77 cm      | 0                   |  | 59 cm      | 3                   |
| 89 cm      | 30                  |  | 71 cm      | 1                   |  | 53 cm      | 4                   |
| 83 cm      | 00                  |  | 65 cm      | 2                   |  | 47 cm      | 5                   |

Eine Klassifikation von Saga am Beispiel von Pearl-Nerz, werden größere Mengen angeliefert, kann noch stärker differenziert werden:(1988)
| Medium Saga Selected |  | XPale Saga Selected |  | Pale Saga Selected |  | XXPale Saga        |
| Medium Saga          |  | XPale Saga          |  | Pale Saga          |  | XXPale 1st quality |
| Medium 1st quality   |  | XPale 1st quality   |  | Pale 1st quality   |  | XXPale 2nd quality |
| Medium 2nd quality   |  | XPale Saga Selected |  | Pale 2nd quality   |  |                    |

Nach Reinheit der Farben unterscheidet Saga fünf Kategorien: Clarity 1 – blue, Clarity 2, Clarity 3 – brown, Clarity 4, Clarity 5 – red.
Die Haarlängen (des Oberhaars) klassifiziert Saga in Kurz, Regulär und Lang.
Im Jahr 1970 bot das Londoner Auktionshaus Anning, Chadwick & Kiver Ltd. erstmals amerikanische Nerze an. Die Firma warb anschließend: „Im Februar 1970 offerierten Annings die größte Kollektion roher amerikanischer Nerze, die jemals ‚Haar außen‘ in der Welt angeboten wurde“.

## Veredlung

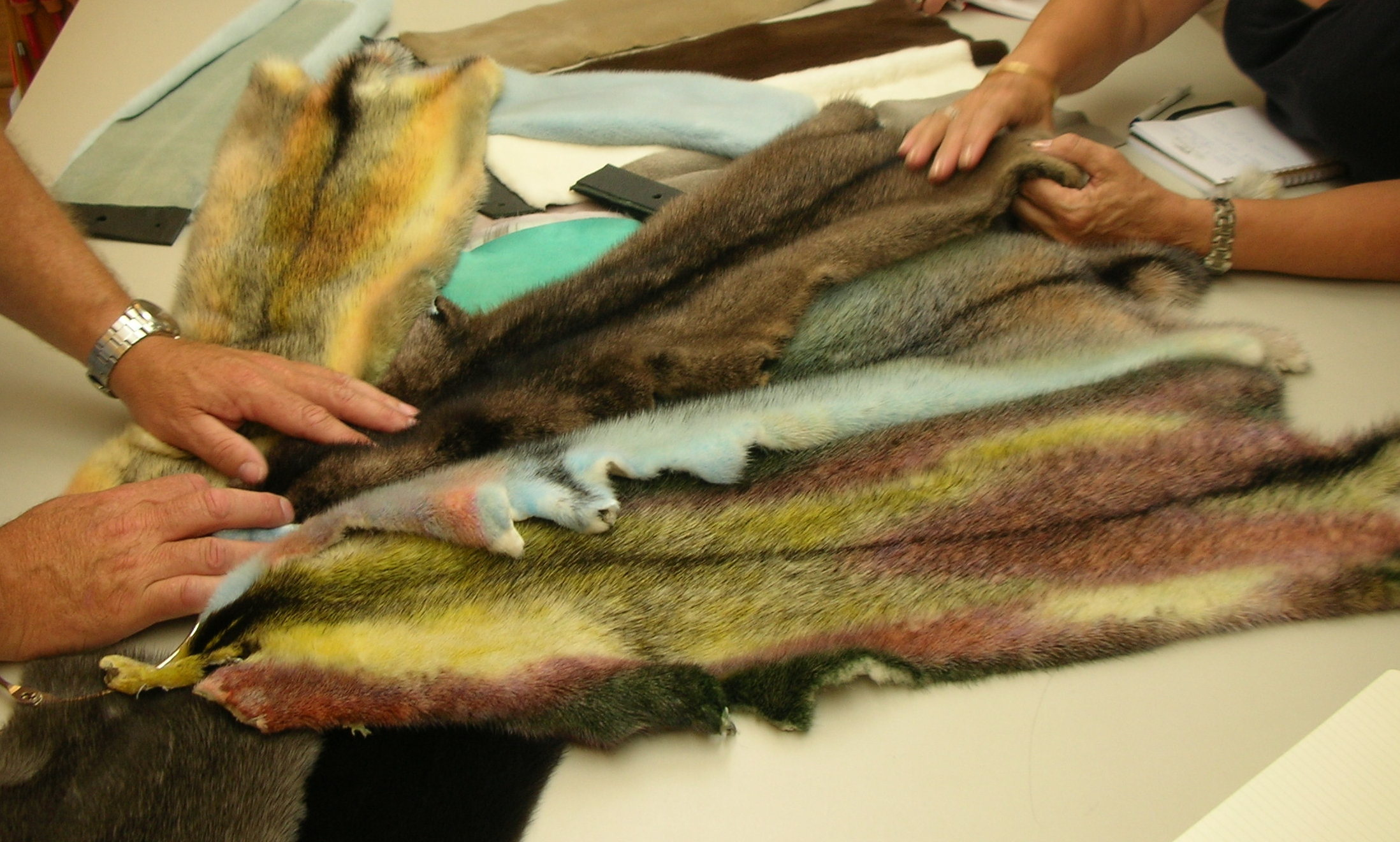
Gefärbte Blackcross Nerze (2009)

Anfangs wurden Mutations- und Standardnerzfelle, auch die Wildfelle, soweit sie gut in Farbe waren, stets naturell verarbeitet. Nach dem Rückgang der Nachfrage nach Mutationsnerzen kamen verstärkt gefärbte Pelze, zum erheblichen Anteil in neue Farben, auf den Markt. Nicht gutfarbige Felle oder auch sehr geringe Qualitäten wurden schon immer gefärbt, meist schwarz.
Die Rauchwarenveredlung kennt seit alters her neben dem Färben einige Methoden, wie sie scheinbar nicht perfektfarbige Felle verbessern kann. Im Mittelalter wurde das Nachfärben als „Betrügen“ zeitweilig mit Strafen bedroht, auch heute noch sollte ein als „natur“ angepriesener Pelz eigentlich ungefärbt sein. Handelsbrauch ist:
1. Reinforcing, natural colour: Hierbei wird die helle Unterwolle dem dunkleren Oberhaar farblich angeglichen. Es wurde insbesondere bei russischen Nerzen angewendet, die in der Anfangszeit oft noch ein sehr helles Unterhaar aufwiesen. Das von australischen Wollforschern zwischen 1946 und 1948 entwickelte Verfahren der Abdunklung unter Verwendung von Ferrosalzen kam erstmals durch italienische Veredler bei Nutriafellen zum Einsatz.[67] Die so behandelten Felle betrachtet der Fachhandel als naturell.[68]
2. Doppel-Reinforcing: Der dabei angewandte chemische Prozess unterscheidet sich völlig von dem vorgenannten, es wird eine noch stärkere Farbangleichung der Unterwolle erreicht, außerdem wird das Fell insgesamt dunkler, erkennbar am Nachdunkeln des Leders.
3. Schönen: Nicht ganz rein weißen oder Cross-Nerzen wird mit optischen Aufhellern oder durch Bläuen ein opalisierender (bläulichweißer) Schimmer verliehen.[2]

In Amerika wurden Zurichtungen (Gerbungen) entwickelt, die ein besonders dünnes und leichtes Leder ergaben. In den 1960er Jahren wandte man sie erstmals, nicht überall mit gleichem Erfolg, auch in den übrigen Ländern ein.

## Samtnerz

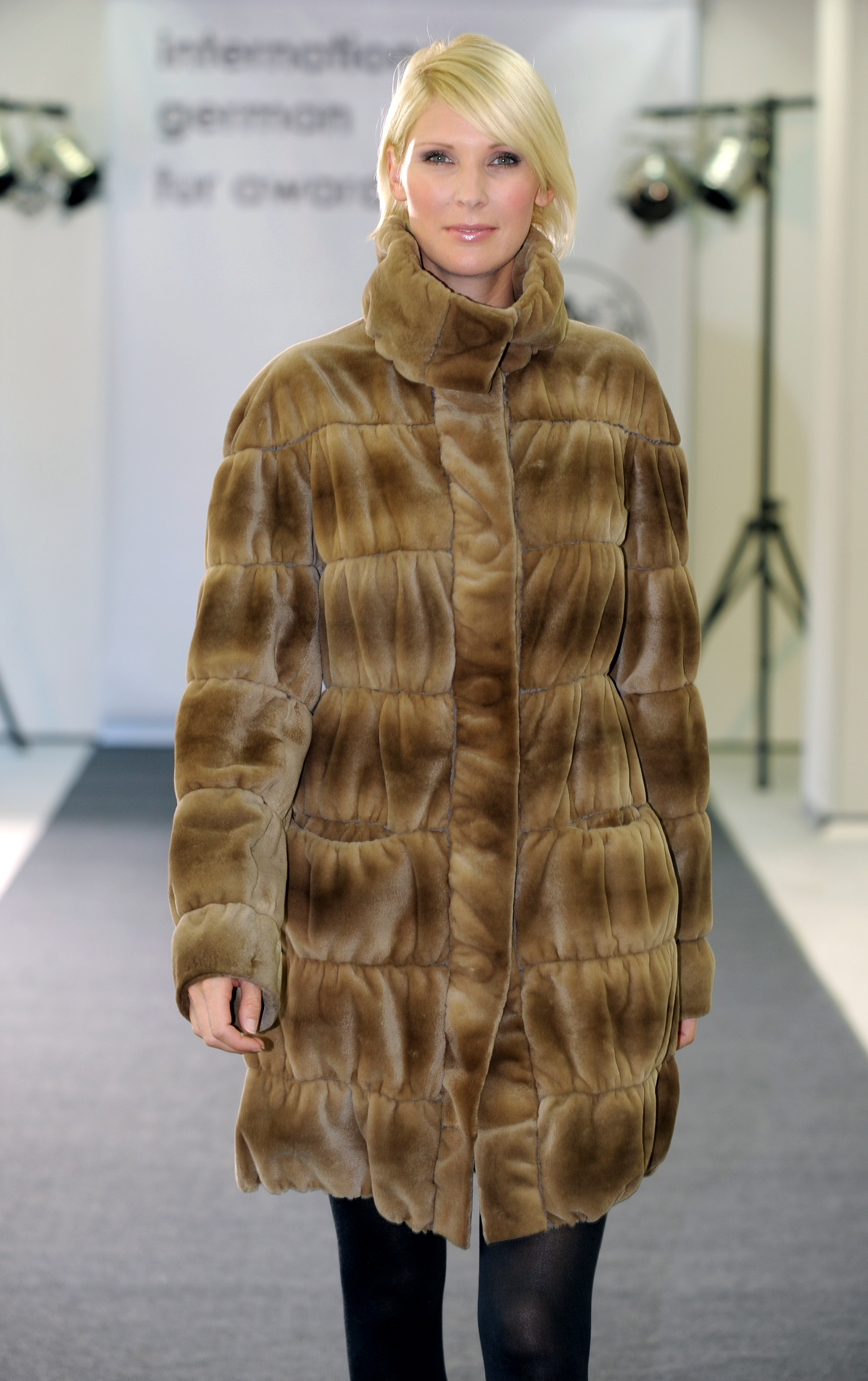
Gerüschter „Cashmere-Nerz“-Mantel (Ingo Saar, 2009)
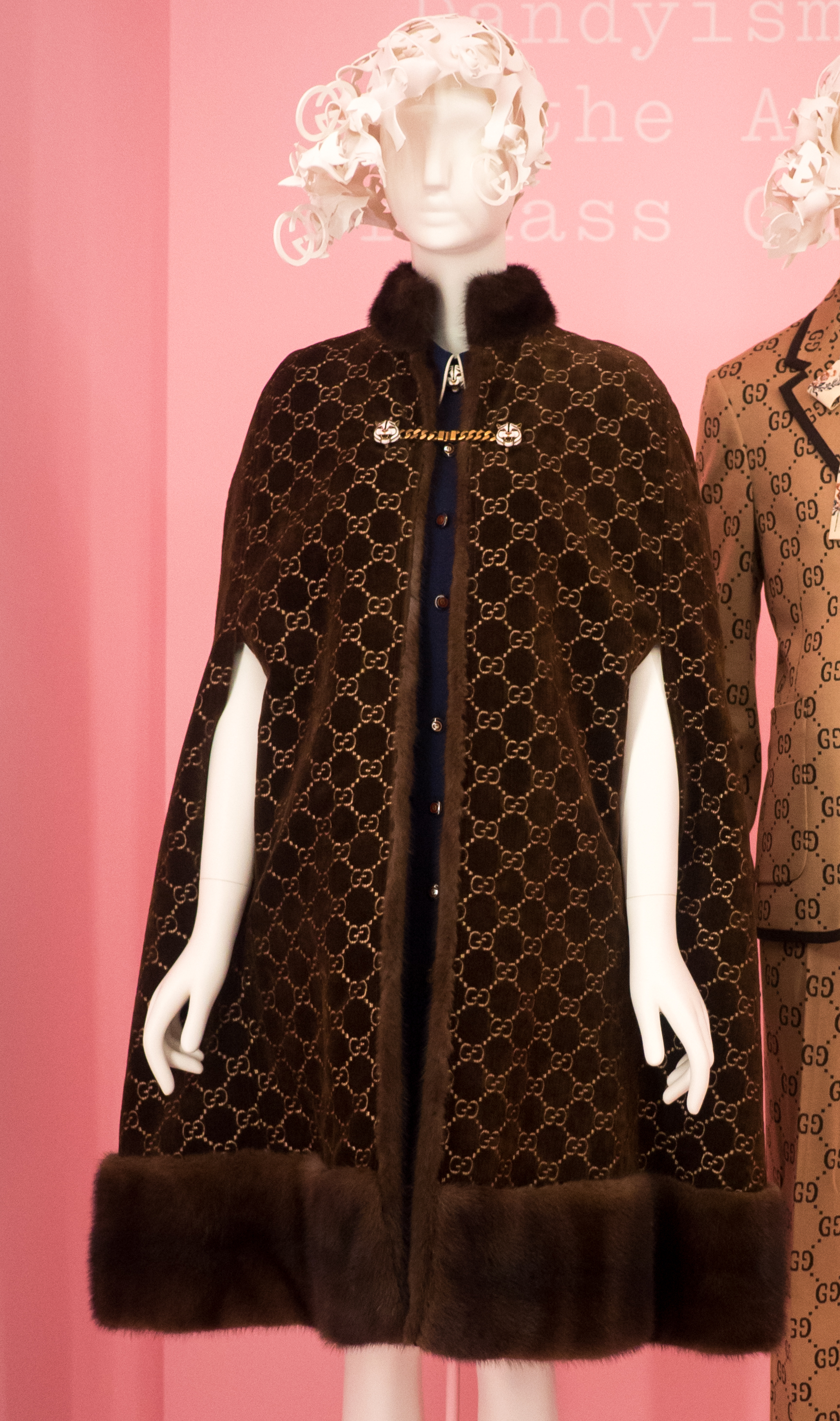
Nerzverbrämtes Cape (Alessandro Michele für Gucci, 2019)

auch Softnerz, bezeichnet einen Nerz, der entweder gerupft, geschoren, oder aber gerupft und anschließend geschoren, wurde. Beim Rupfen wird das Grannenhaar bis zur Haarwurzel entfernt. Sehr kurzhaarig geschorene Nerze werden auch unter der Bezeichnung Cashmere-Nerz oder Kaschmirnerz angeboten.

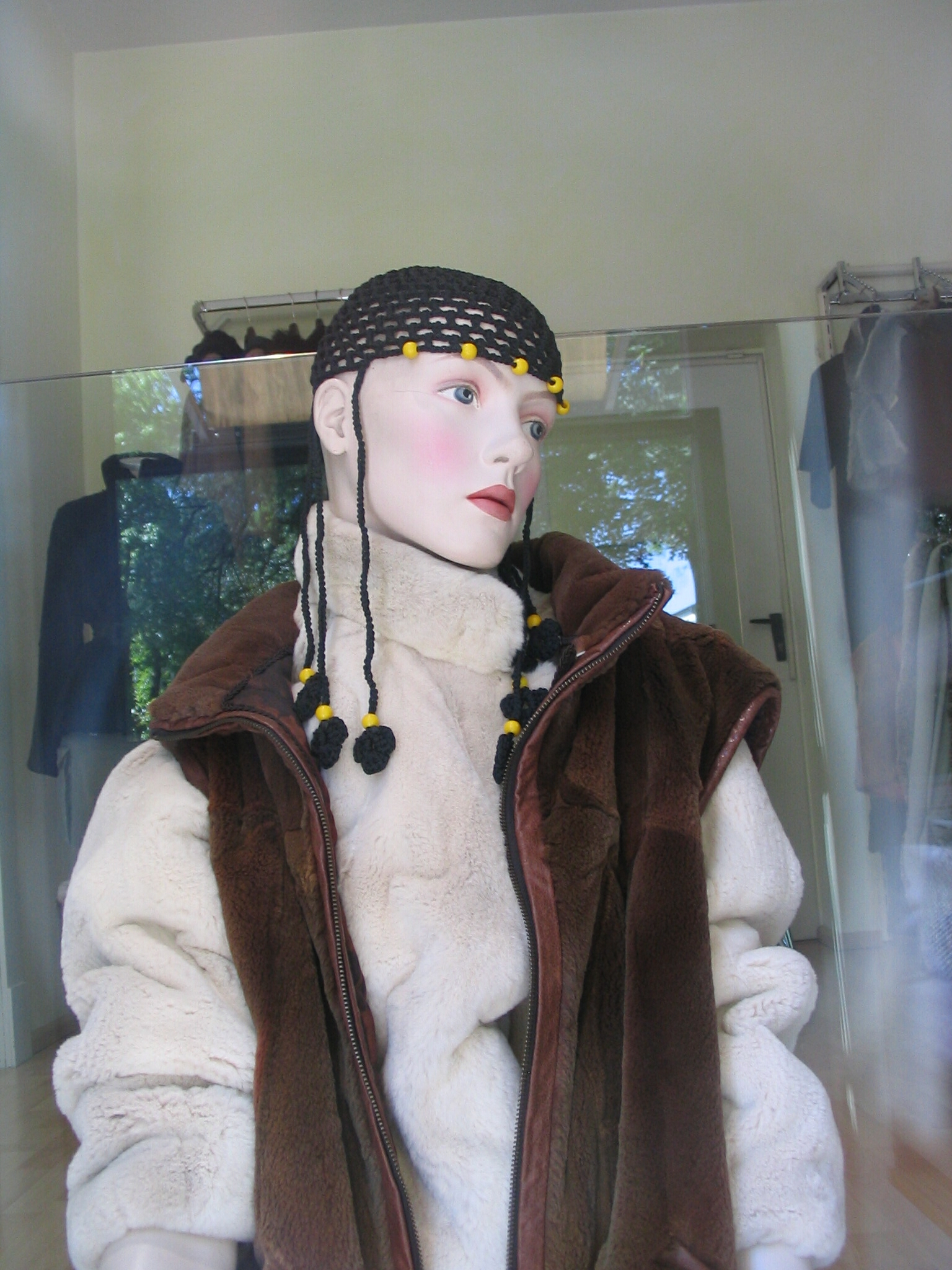
Samtnerzpullover und -weste (Norbert Koster, 2010)

Das Entgrannen durch Rupfen der Felle ist bei den Chinesen schon sehr lange bekannt, in Europa gelang dies 1796 bei Sealfellen erstmals dem Engländer Thomas Chapmann. Bis etwa in den 1960er, 1970er Jahren wurde das Rupfen und auch das Scheren jedoch fast ausschließlich bei hartgrannigen oder nicht als schöngrannig empfundene Fellarten angewendet, außerdem bis kurz nach dem Zweiten Weltkrieg, um mit preiswerteren Pelzarten das als wertvoller angesehene Sealfell zu imitieren. 1961 unternahm eine amerikanische Firma den Versuch, geschorene Nerzpelze als neuen Trendartikel zu vermarkten. Sie verkaufte gleich zu Beginn 57 Mäntel, die zwischen 1800 und 2200 Dollar kosteten.
Allerdings berichtet eine Fachbuch bereits im Jahr 1895: „Als Nerz vor einigen Jahren besonders billig war, wurde er auch (was die hellsten Sorten anbelangte) vielfach gerupft und sealartig braun gefärbt, um als täuschende Nachahmung von kleineren Sachen, z. B. Mützen, Baretts usw. verarbeitet zu werden“. Mit entscheidend zur Wiederbelebung der samtartigen Pelzmode über den Nerz dürfte auch diesmal der zu der Zeit erhebliche Preisverfall gewesen sein, der Markt war relativ gesättigt, die Nachfrage ging beträchtlich zurück. Die Samtveredlung der Nerzfelle schuf ein für den Verbraucher neues Produkt, mit einem wesentlich geringeren Gewicht als ein Sealmantel und etwa ein Viertel leichter als ein ungerupfter Nerzmantel, zu einem gegenüber früher relativ niedrigen Preis.

## Nerzfellverarbeitung

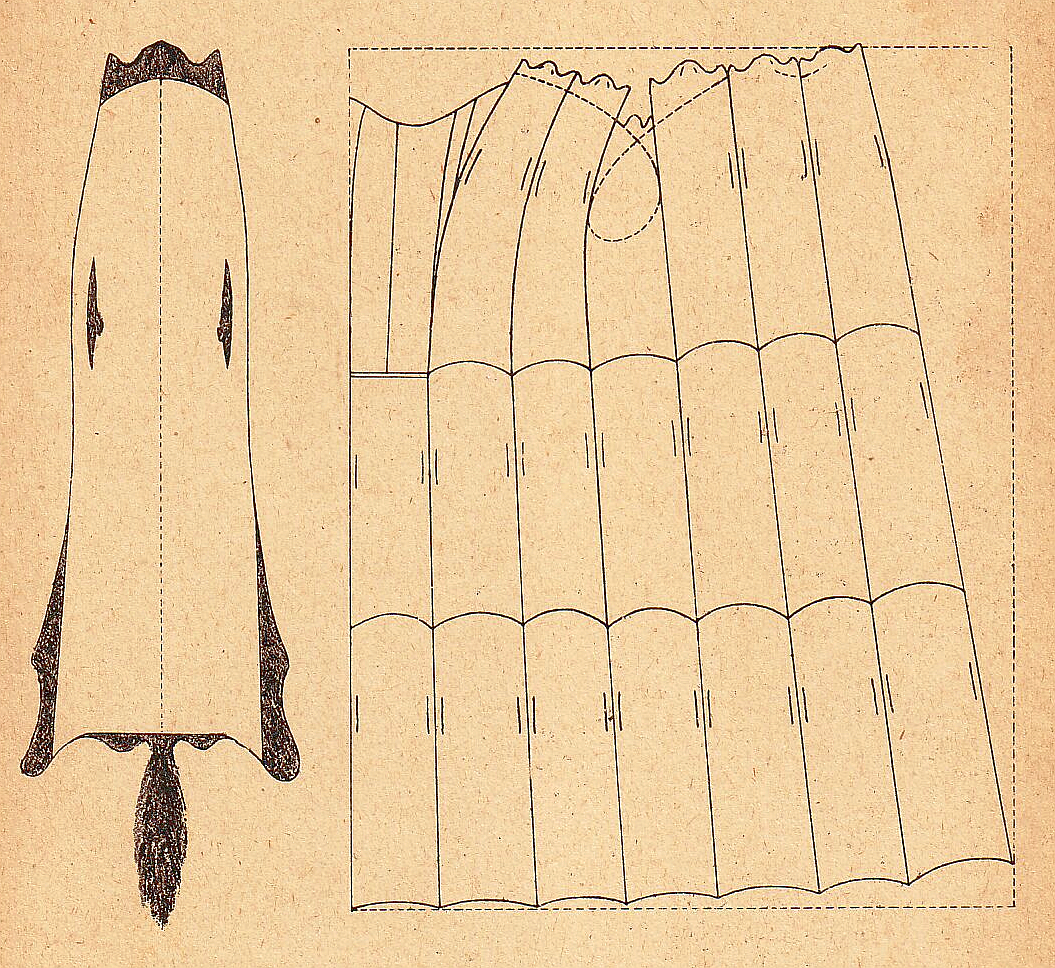
Ganzfellige Nerzverarbeitung für ein Innenfutter (1895)
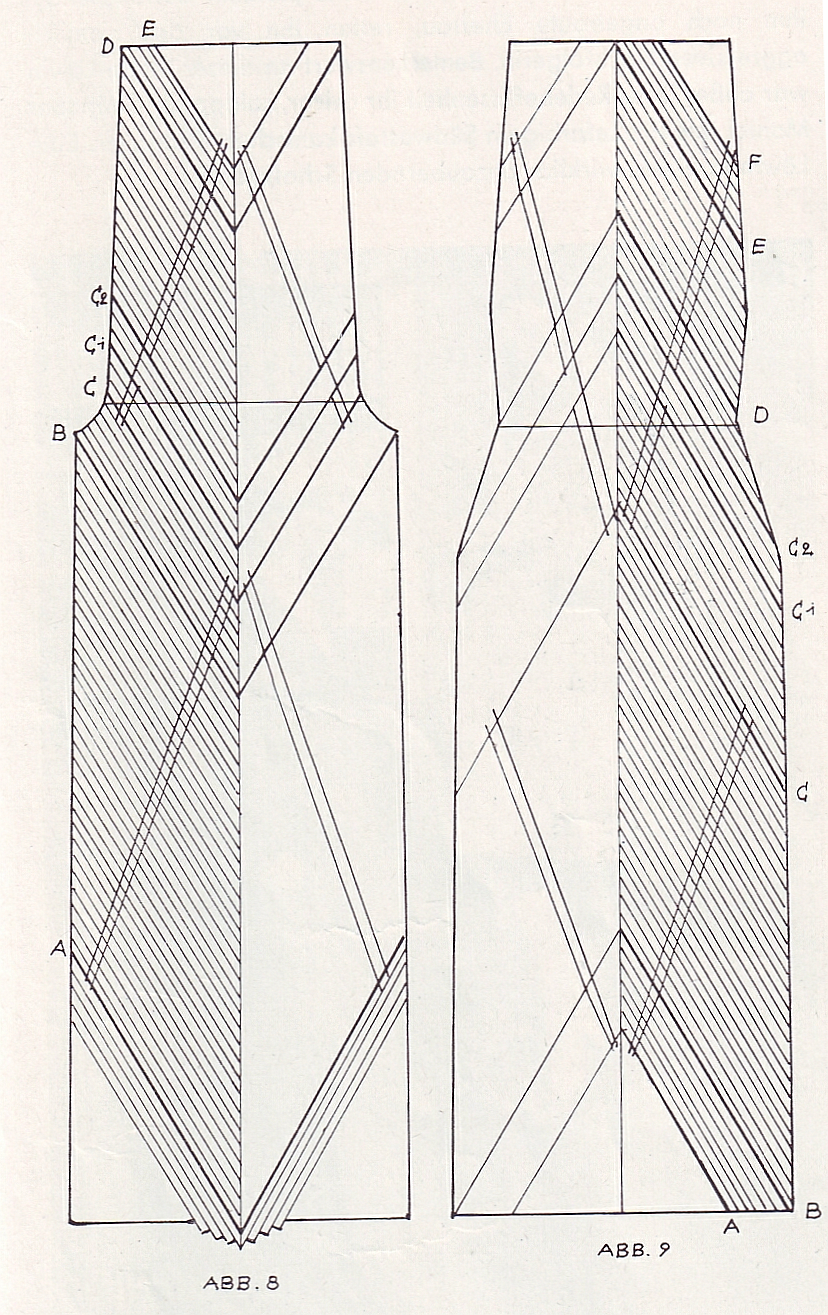
Nerzfell mit eingezeichneten Auslass-Schnitten, links im V-, rechts im A-Schnitt (Skizze)
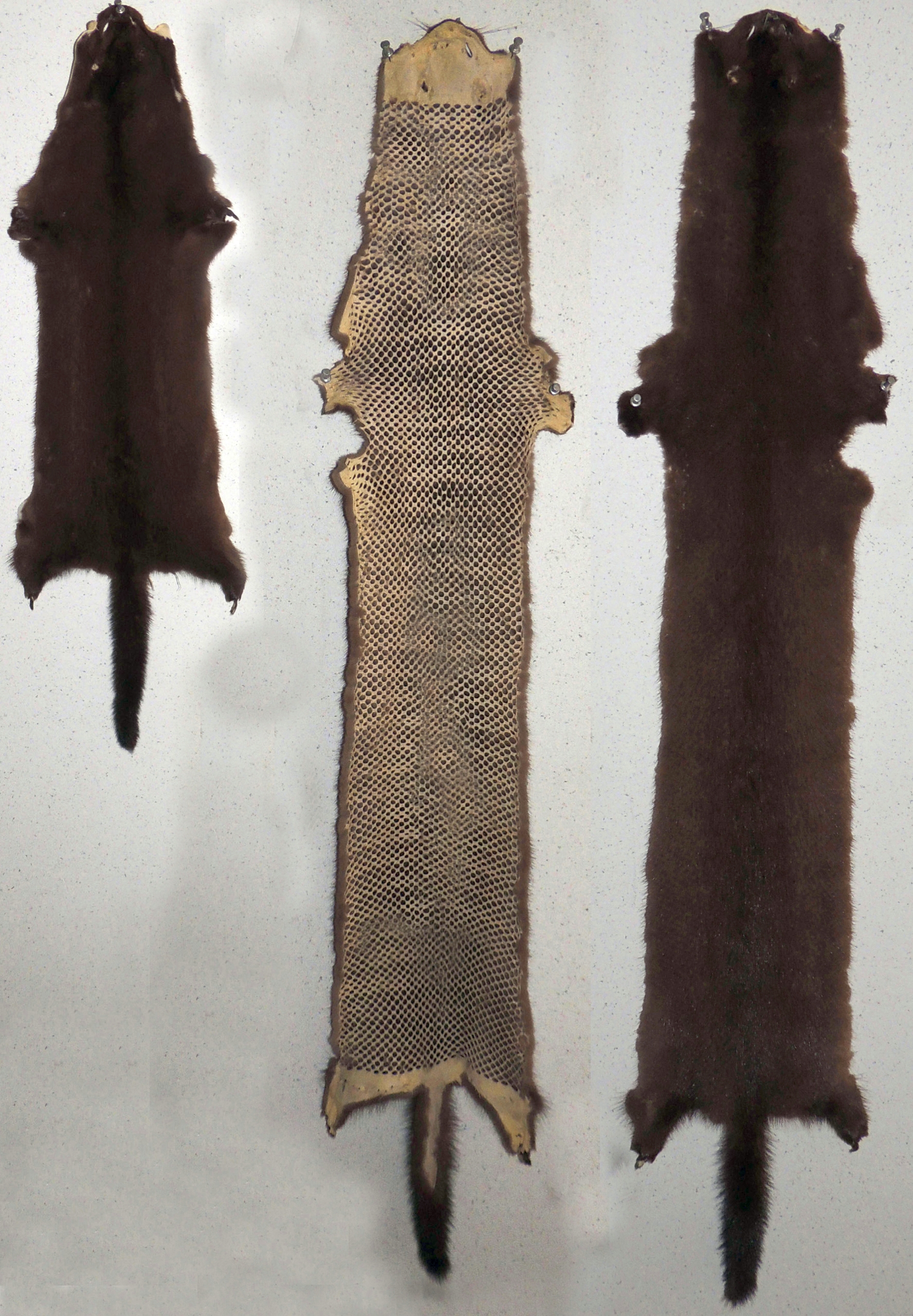
Luftgalonieren von Nerz (links Nerzfell, Mitte luftgalonierte Lederseite, rechts Haarseite)

Die klassische Verarbeitung des Nerzes zu Mänteln und längeren Jacken ist seit 1900 das Auslassen, das Verlängern der Felle auf Kosten der Breite durch V- bzw. A-förmige Schnitte. Bei dieser Arbeitstechnik entstehen schmale Streifen in der Länge des Kleidungsstücks, das zudem dadurch einen besonders fließenden Fall aufweist. Auch komplizierte Streifenführungen lassen sich hiermit verwirklichen. So wird die Taillierung eines Mantels durch die ebenfalls taillierten Streifen zusätzlich betont (siehe Foto oben).

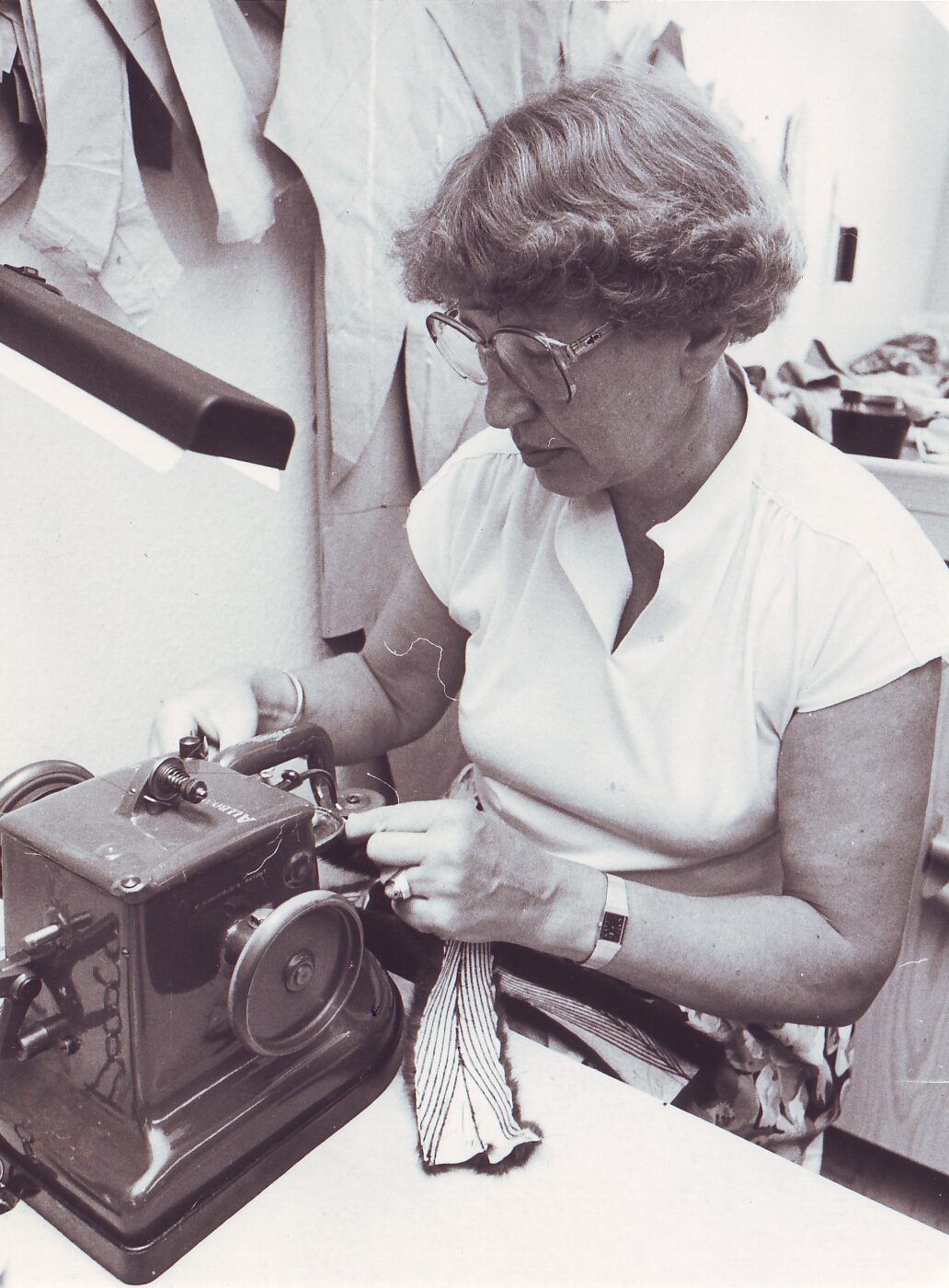
Auslassnähen eines Nerzstreifens mit der Pelznähmaschine (1986)

Das Nähen mit der Pelznähmaschine erfordert große handwerkliche Übung und Geschicklichkeit. Das Einstreichen der Fellhaare erfolgt in der Regel mit dem Einstreicher, einem spitzen Stahlstift, heute meist auf der Gegenseite einer Pinzette (Einstreichpinzette). Diese Arbeit wird in größeren Kürschnereien und in der Industrie von spezialisierten Arbeitskräften ausgeführt. In Deutschland waren es schon immer Pelznäherinnen, die schlechter bezahlt wurden als ihre männlichen Kürschnerkollegen. In den 1960er Jahren kamen aus der Pelznäherstadt Kastoria griechische Näher nach Deutschland, sie brachten eine neue Nähtechnik mit. Anstatt die Haare Zentimeter für Zentimeter einzustreichen, saßen sie vornübergebeugt, seitlich an der Nähmaschine und beförderten die Haare mit Hilfe der Daumen und durch Pusten zurück auf die Fellseite. Damit konnten sie einen Auslassschnitt fast ohne Abzusetzen durchnähen. Innerhalb kurzer Zeit hatten sie damit die hiesige Nerznäherei übernommen. Größere Betriebe hatten „ihren Griechen“ im eigenen Betrieb, andere gaben das Nähen der Nerzstreifen in Lohnarbeit außer Haus.
Mit Galonieren wird das Einsetzen von schmalen Lederstreifen in das Fell bezeichnet. Beim Luftgalonieren entsteht die Flächenvergrößerung durch ein engmaschiges Einschneiden des Leders und ein anschließendes Auseinanderziehen und Fixieren zu einer netzartigen Struktur.

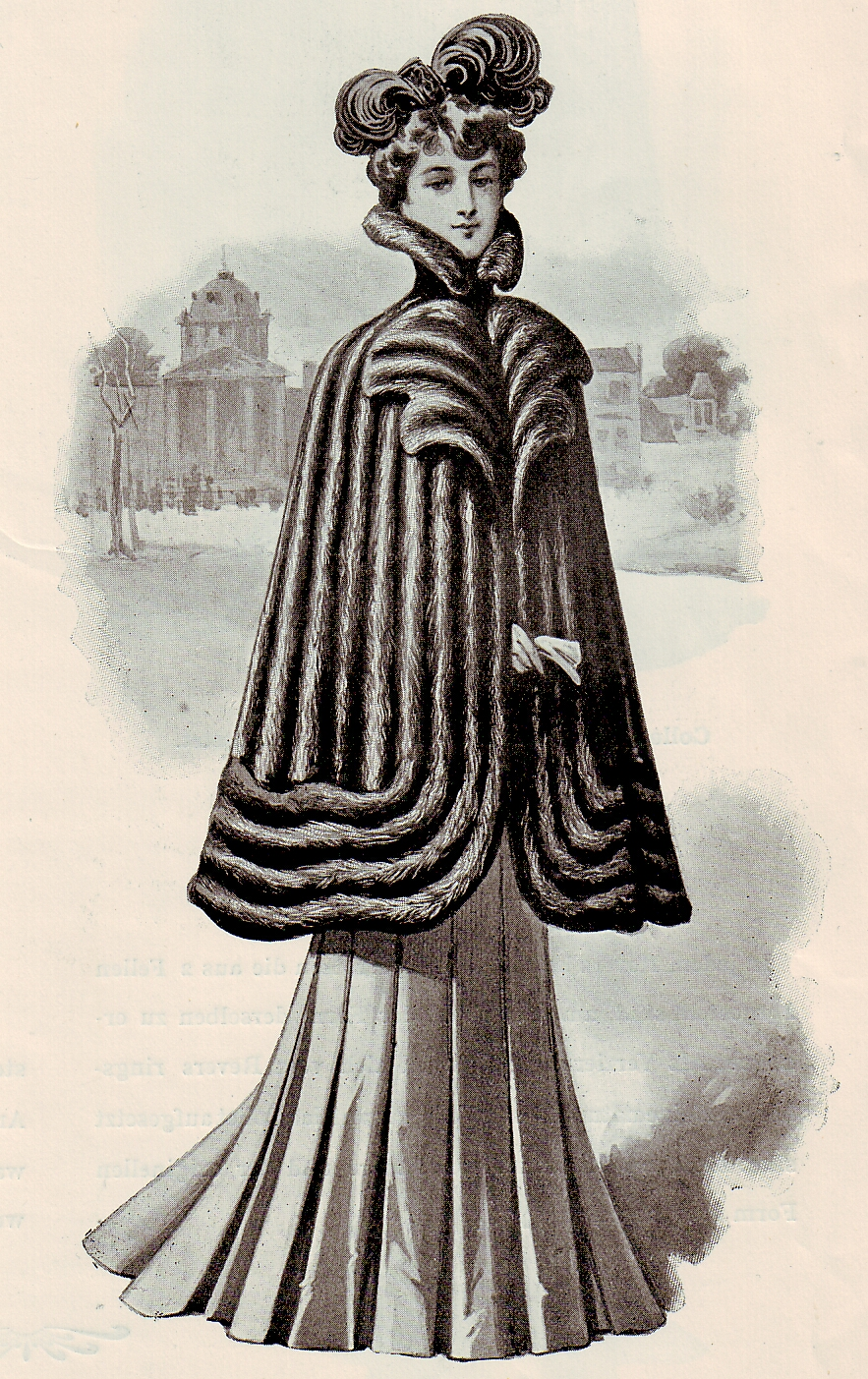
Cape aus kanadischen Nerzfellen in aufwändiger Auslassverarbeitung (Weltausstellung Paris, 1900)

Großen Erfolg haben seit einigen Jahren (Stand 2010) geflochtene oder gewirkte Pelze, neben dem preiswerteren Kaninfell ganz besonders auch aus Nerz. Diese arbeitszeitaufwändige aber materialsparende Technik wurde ursprünglich vor allem in Deutschland, Amerika und Italien entwickelt. Inzwischen kommen die so gearbeiteten Netzschals fast ausschließlich aus dem Billiglohnland China. Dazu wird das Fell in schmalstmögliche Streifen geschnitten, das Minimum dürfte bei etwa drei Millimetern liegen. Der so entstandene Fellfaden wird in fischernetzartigen Schalnetzen um die Netzfäden gewunden. Dabei legt sich die Haarseite nach außen, es entsteht eine, in der Struktur den Stricksachen ähnliche, beidseitig behaarte Fläche. Eine Nerzjacke beispielsweise hat also auch auf der Innenseite Fell. Es wird auch Nerz-Großkonfektion bis hin zu Mänteln und Decken in der Art hergestellt, aber vor allem kleine Teile wie Schals, Stolen, Westen und kurze Jacken.
Zusätzlich können Nerzfelle wie Lammfell veloutiert oder nappabeschichtet werden, um dann zu besonders leichten, eventuell wendbaren, Kleidungsstücken verarbeitet zu werden.

### Nerzstücken

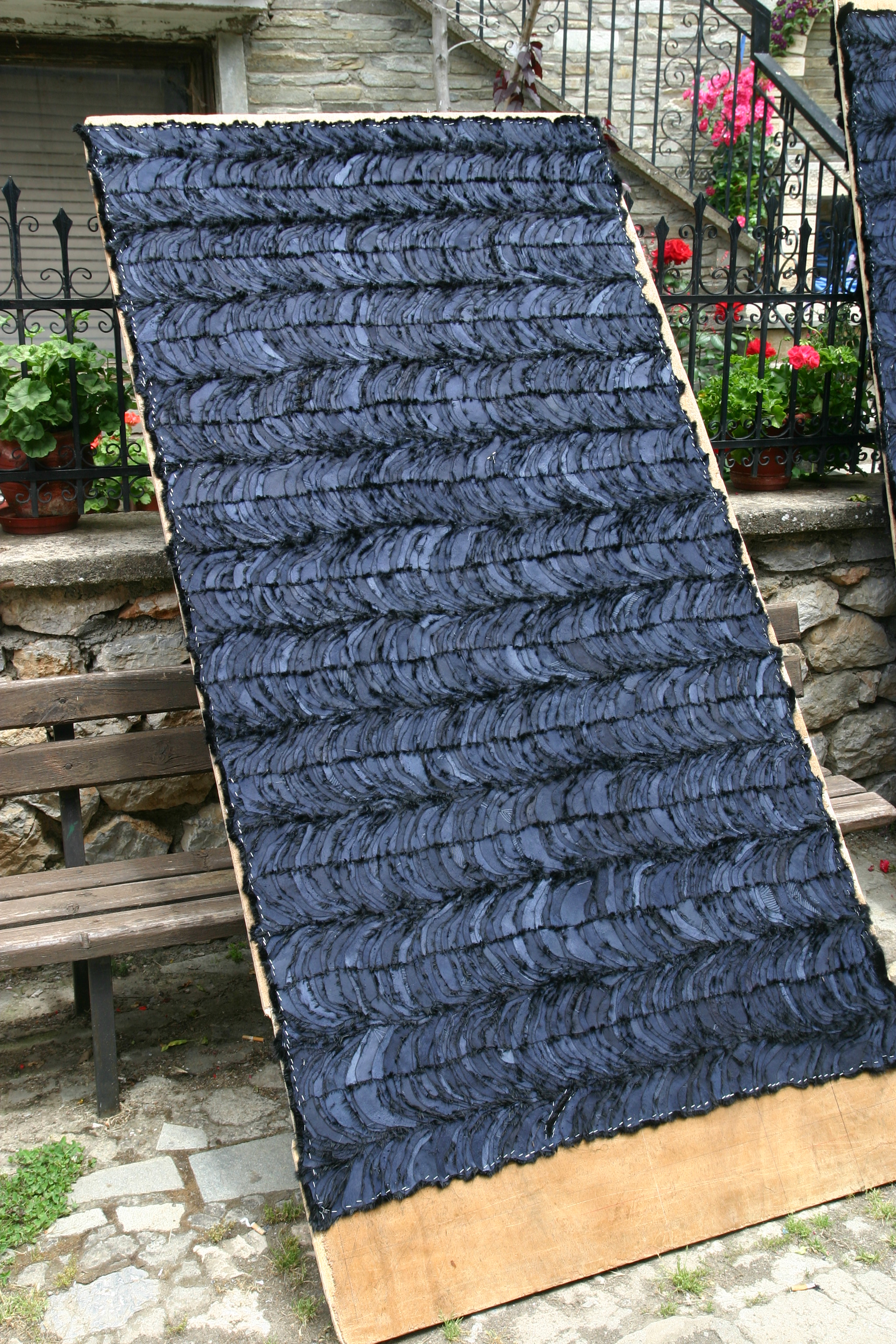
Typische Straßenszene in Kastoria, Griechenland: Ein Pelznäher hat aufgespannte Nerzpfoten-Bodys zum Trocknen hinausgestellt.

Bei fast allen Fellarten werden auch noch sehr kleine Reste verwertet. Dies trifft ganz besonders auf den Nerz zu. In der Haltbarkeit sind die Fellreste dem Nerzfell durchaus gleich, zum größten Teil haben sie ein geringeres Gewicht. In den Werkstätten werden die Reste gesammelt, von Händlern kiloweise aufgekauft und fast ausschließlich nach Griechenland exportiert. Das Zentrum der Resteverwertung ist dort seit alters her Kastoria (siehe dort) und, etwas weniger bekannt, auch der nahe gelegene Ort Siatista. Siehe dazu den Hauptartikel → Pelzreste.
Gute Nerzpfoten werden in bis zu vier Haarlängen- und acht Grundfarbstufen sortiert, dabei wird zwischen Vorder- und Hinterpfoten unterschieden. Diese werden sortiert und zu Streifen genäht. Diese Streifen werden erneut sortiert und zu Pelzhalbfabrikaten, den so genannten Bodys zusammengenäht. Die Maße variieren mit der jeweiligen Mode, um 1990 war ein Mantelbody 230 Zentimeter breit und 118 m lang. Auch die Nerzstückentafeln werden heute (2012) zum großen Teil, der Mode folgend, samtartig geschoren verarbeitet.
Nerzstücken werden in folgende Teile getrennt verarbeitet:
- Nerzköpfe, extrem haltbar, dicklederig und schwer
- Nerzpfoten, getrennt nach Vorder- und Hinterpfoten. Die Vorderpfoten sind flacher, im Vergleich zu den Hinterpfoten etwas schwerer.
- Nerz-Thiliki, Bauchstücken
- Nerz-Nourkulemi, Kehlstücken, besonders leicht, meist mit hellen Flecken
- Nerzschweife, werden sie zu Bodys oder Tafeln vorkonfektioniert, wird die trapezförmige Form zuvor durch das Zwischennähen schmaler, keilförmiger Lederstreifen, den Galons, zum Rechteck ausgeglichen. Zwischen 1950 und 1980 wurden die, ebenfalls galonierten, Schweife auch häufig zu Kappen und Besätzen verarbeitet. Derzeit (2010) werden sie viel für gewirkte Kleinteil-Pelze verwendet, erkenntlich gegenüber den aus Fellfäden gewirkten Pelzen am längeren und gröberen Haar. Nerzschweife eignen sich mit ihrer Haarstruktur, die Grannen ragen besonders weit aus der Unterwolle hervor, gut zur Herstellung kleiner Schmuckteile.

Im Jahr 1965 wurde der Fellverbrauch für eine für einen Nerzmantel ausreichende Felltafel angegeben (sogenanntes Mantel-„Body“):
a) Wildnerz
Kanada, Alaska
Males = 40 bis 50 Felle
Females = 60 bis 85 Felle
USA
60 bis 90 Felle
b) Farmnerz (die heute gezüchteten Nerze sind durchschnittlich größer, der Fellverbrauch entsprechend geringer)
Males = 45 bis 50 Felle
Females = 60 bis 85 Felle
Häufig wurden auch Males und Females zusammen verarbeitet (Females für die Ärmel). Zugrundegelegt wurde eine Tafel mit einer Länge von 112 Zentimetern und einer durchschnittlichen Breite von 150 Zentimetern und einem zusätzlichen Ärmelteil. Das entspricht etwa einem Fellmaterial für einen leicht ausgestellten Mantel der Konfektionsgröße 46 des Jahres 2014. Die Höchst- und Mindest-Fellzahlen können sich durch die unterschiedlichen Größen der Geschlechter der Tiere, die Altersstufen sowie deren Herkunft ergeben. Je nach Pelzart wirken sich die drei Faktoren unterschiedlich stark aus.

## Handel
1792, Dr. Johann Krünitz’s ökonomisch-technologische Encyklopädie:

Die Nerzen kommen aus Pohlen und Virginien, sie sind eine Art Otter, Mustela Lutreola, die schon Gesner Nerz oder Nörz genannt hat. Im Rußischen heißt das Tier Norka. Sie sind ungefähr so groß wie unsere Iltiße, und haben ein kurzes kastanienbraunes Haar. Sie werden zu Ausschlägen der Frauenzimmer-Pelze und zu Mützen gebraucht. Der Zimmer steht zu 40 bis 50 Rthlr. im Preise.

1864, Heinrich Lomer, Der Rauchwaarenhandel:
Amerikanische Nerze gelten jetzt 3 bis 10 Thaler, während russische nur 1 bis 2 Thaler per Stück werth sind. Erstere haben feineres und darum haltbareres Haar. Man kann das Haar der amerikanischen Nerze und russischen Nerze wie Seide und Zwirn vergleichen. Verbraucht werden Nerze in Deutschland zu Pelzfuttern und Kragen, in Frankreich zu Garnituren, in jüngster Zeit verwenden die Amerikaner ihre schönen Nerze fast alle selbst; während die Männer in politischen Unbilden und Kriegsgetümmel verwickelt sind, scheinen die Frauen sich in kostbarem Pelzwerk warm zu halten.

Das Nerzfell fand nicht immer die heutige große Anerkennung. Zeitweilig hatte es nur einen geringen Wert und wurde von der Mode kaum beachtet. Daniel Harmon, ein berühmter Pelzjäger seiner Zeit, stellte um 1800 eine Liste mit den Vergleichswerten der Pelzarten auf. An oberster Stelle stand der Biber, gefolgt von Fischotter, Bisam, Marder, Bär, Luchs, Fischer, Nerz, Wolf und Büffel. Wobei zu bedenken ist, dass Wolf und Büffel nicht für Kleidung, sondern für Vorleger und Schlittendecken verwendet wurden, der Nerz also am untersten Ende der Skala der erwähnenswerten Felle steht. Dagegen schrieb im Jahr 1976 ein anerkannter amerikanischer Fachmann der Branche, dass der Nerz schon immer als luxuriöser Pelz, mit meist luxuriösen Preisen, angesehen wurde.
Zwischen 1830 und 1840 verkaufte die Hudson’s Bay Company auf ihren Versteigerungen in London jährlich durchschnittlich rund 20 Tausend Felle, 1850 bis 1860 durchschnittlich etwa 46 Tausend. Gemessen an dem damaligen Gesamtaufkommen amerikanischer Rauchwaren waren das sehr geringe Mengen. Erst mit der Einführung der Pelznähmaschine um 1870 und der damit verbundenen Möglichkeit, Nerzfelle zu schmalen Streifen zu verarbeiten, setzte sich das Material in der Pelzmode durch. In dem Jahrzehnt zwischen 1880 und 1890 stieg der Jahresdurchschnitt auf 620 Tausend Felle. 1891 war der „Nörz“ bereits „das Lieblingspelzwerk des Kürschners, weil er nicht allein ein sehr schönes, elegantes Pelzwerk ist, sondern sich auch durch egales Haar, schöne Farbe und die größte Dauerhaftigkeit empfiehlt“. Kurz vor dem Ersten Weltkrieg betrug das Gesamtaufkommen an Wildnerzen aus Nordamerika etwa 1 Million Stück.

### Welt-Nerzproduktion
```
                1864      1900     1930
Europa         55.000   20.000    50.000
Asien                   50.000    20.000

Nord-Amerika  200.000  450.000   500.000

gesamt        255.000  520.000   570.000

 

Nach 1930 kam es allmählich zu Anlieferungen aus der Farmzucht,
1950 waren es etwa 3 Millionen Felle.
[
77
]
```

### Handel heute

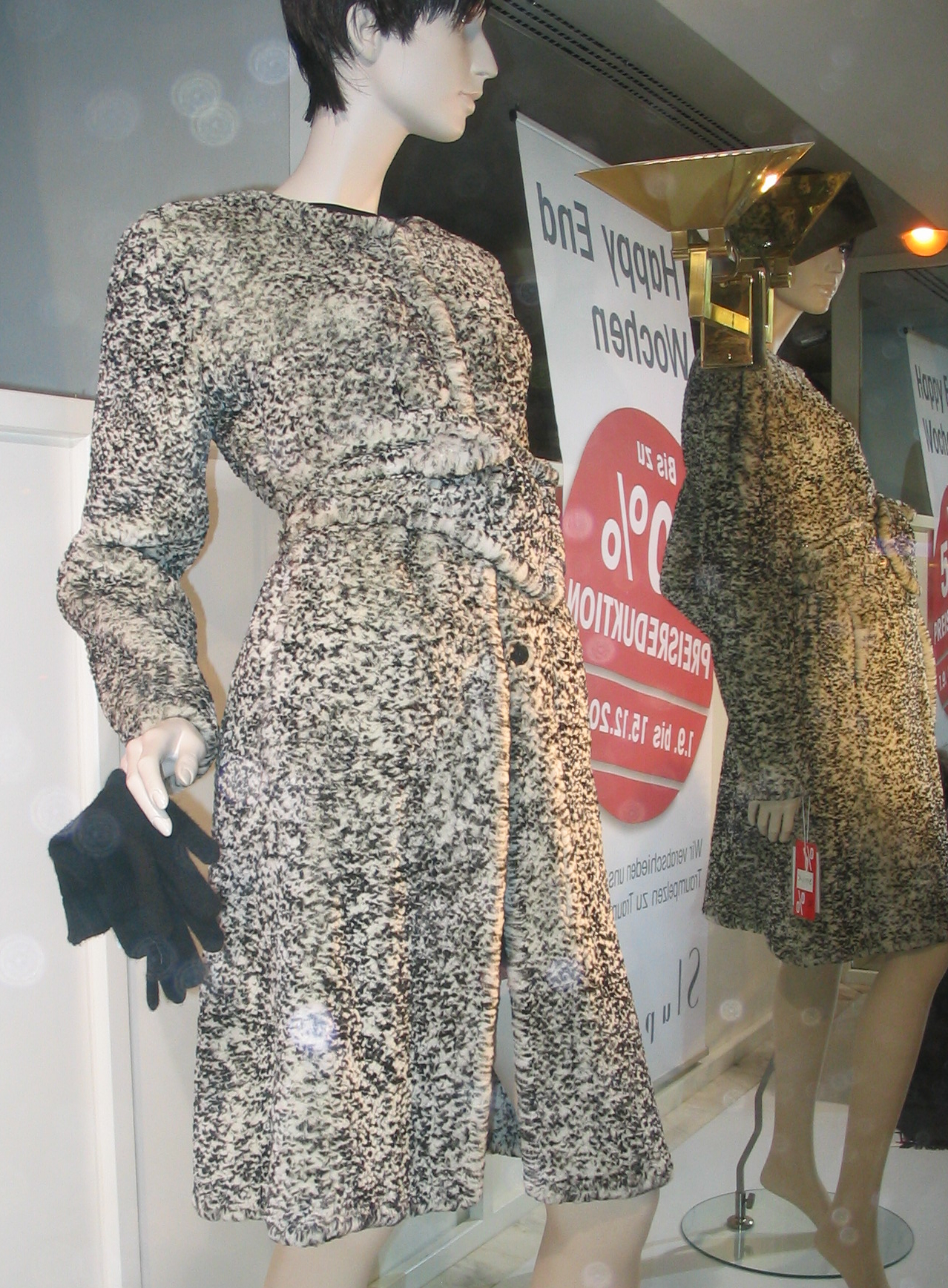
Mantel aus gerupftem, geflochtenem Samtnerz (Düsseldorf 2012)

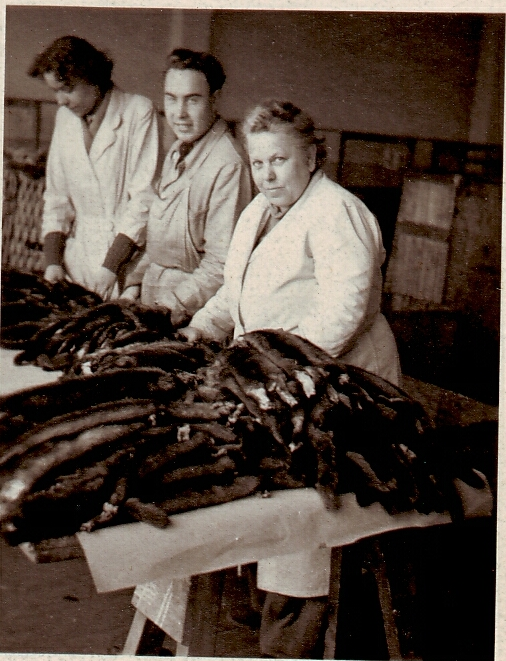
Sortieren der Nerzfelle in der VEAB – Volkseigener Erfassungs- und Aufkaufbetrieb der DDR in Naunhof bei Leipzig (1950)

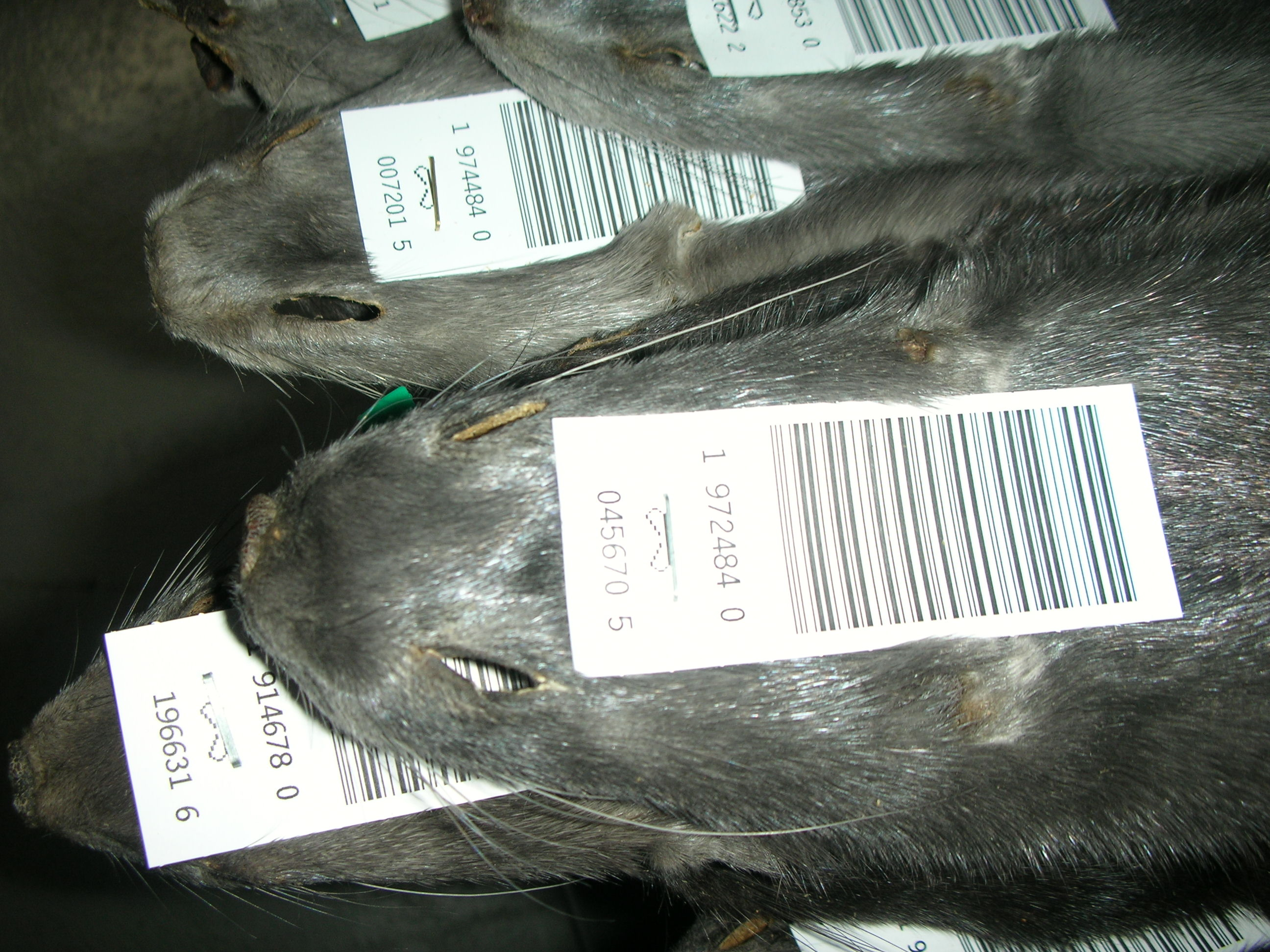
Blue-Iris-Nerzfelle mit Barcode im Auktionshaus (2009)

Der Verkauf der Nerzfelle erfolgt hauptsächlich auf Auktionen. Hier werden sie nach Größen und Qualitäten sortiert und in Bündeln vereint (lots) zum Höchstpreis versteigert.
Die Produktion farmgezüchteter Nerze schwankt je nach Nachfrage. Die größte Steigerung fand mit einer weltweiten jährlichen Zunahme von 1 Million Stück zwischen 1945 und 1965 statt. 1988 erreichte sie eine Spitze von 42 Millionen, fiel 1993 auf 20 Millionen und stieg dann beständig zu einem neuen Höhepunkt im Jahr 2007 auf 56 Millionen, um bis 2010 auf circa 50,5 Millionen abzusinken. Der Durchschnittspreis für ein Nerzfell hat sich auf Grund der starken Nachfrage der neu hinzugekommenen Absatzmärkte Russland und dem chinesischen Pelzmarkt von 2001 bis Anfang 2011 (in zehn Jahren) von einem damals sehr niedrigen Stand um 112 Prozent auf 42 amerikanische Dollar erhöht.
Endverbraucherpreise für einen Mantel um 1973:
- Nerz (ausgelassen) zwischen ca. 1750,- und 7500,- DM
- Superqualitäten wie Black Diamond und andere Spitzenqualitäten ca. 12.000,- bis 18.000,- DM
- Wildnerz um ca. 25.000 DM

Ein Persianermantel kostete, zum Vergleich, um die Zeit zwischen ca. 2950,- und 9000,- DM, ein Kaninmantel zwischen ca. 350,- und 1200 DM.
Im Jahr 2016 kamen weltweit mehr als 75 Millionen Zuchtnerzfelle in den Handel mit einem geschätzten Gesamtwert von 970 Millionen US-Dollar.
Nerzfelle, auch die Fellreste, werden für alle denkbare Pelzbekleidung, naturell oder gefärbt, für Mäntel, Jacken, Besätze, Innenfutter, Schals und Kopfbedeckungen, aber auch für Pelzdecken, im Schmuckbereich etc. verwendet.

## Zahlen und Fakten
Detaillierte Handelszahlen über nordamerikanische Rauchwaren finden sich bei
Emil Brass: Aus dem Reiche der Pelze. 1. Auflage. Verlag der „Neuen Pelzwaren-Zeitung und Kürschner-Zeitung“, Berlin 1911.
Emil Brass: Aus dem Reiche der Pelze. 2., verbesserte Auflage. Verlag der „Neuen Pelzwaren-Zeitung und Kürschner-Zeitung“, Berlin 1925.
Emil Brass: Aus dem Reiche der Pelze (1911) im Internetarchiv
Milan Novak u. a., Ministry of Natural Resources: Wild furbearer management and conservation in North America. Ontario 1987, ISBN 0-7778-6086-4. (englisch).
Milan Novak u. a., Ministry of Natural Resources: Furbearer Harvests in North America, 1600–1984. Anhang zu vorstehendem Wild furbearer management and conservation in North America. Ontario 1987, ISBN 0-7729-3564-5. (englisch).
- 1872 Riche (Wisconsin) hielt bereits 150 Nerze auf seiner Farm.[82]

- 1926 In Deutschland gab es 4 Nerzzuchtbetriebe.[82]

- 1927 In Deutschland gab es 8 Nerzzüchtereien. Nerzfelle kosteten 600 bis 800 Mark.[82]

- 1928 Inzwischen gab es in Deutschland 23 Nerzfarmen (108 Fuchsfarmen).[82]

Beginn der Nerzzucht in Dänemark, Zuchtpaare kosteten 800 bis 900 Mark.
- 1929 Beginn der Nerzzucht in Norwegen und Schweden.[82]

- 1930 In Deutschland gab es 268 Nerzfarmen.[82]

Gründung der dänischen Pelztierzüchtervereinigung Dansk Pelsdyravl.
- 1931 Die erste offizielle Edelpelztierzählung in Deutschland ergab 7019 Nerze, 8593 Silberfüchse, 1926 Sumpfbiber (Nutria), 932 Waschbären, 1508 Karakulschafe (Persianer).[82]

Auf der Farm von Whitingham in Arpin (Wisconsin) trat die erste Nerzmutation auf (Platinum).
- 1937 Der Bestand an Nerzen in Deutschland betrug 14.588 Tiere, der Gesamtbestand in 1434 Farmen betrug 49.955 Pelztiere, davon außerdem 19.863 Silberfüchse, 376 Blaufüchse, 7337 Sumpfbiber, 1791 Marderhunde.[82]

- 1939 Aus deutscher Zucht kamen 35.000 Nerzfelle in den Handel.[82]

- 1942 Gründung der Silverblue Platinum Mink Association in Chikago.[82]

- 1943 Der Kanadier Davids stellte in Toronto den Pastellnerz vor.[82]

- Vor 1944 betrug der Höchstpreis für Nerzfelle:

Beste 175,- RM; mittlere 120,- RM; geringe 30,- RM; kleine 70,- RM.
- 1944 Erste Versteigerung von 2277 Platinum-Nerzfellen in New York, der Durchschnittspreis betrug 149 Dollar.[82]

Bereits im Jahr davor wurde in den USA der erste Platinnerzmantel für mehr als 25.000 Dollar verkauft Der größte Teil der Felle stammte von Nachkommen eines Rüden, der dem Züchter inzwischen 30.000 Dollar erwirtschaftet hatte.
- 1945 Erste Versteigerung von Royal-Koh-i-nur- und Bluefrostnerzfellen in New York.[82]

- 1947 Gründung der Genossenschaft sächsischer Pelztierzüchter mit 458 Nerzen. Die SAG-Plau, heute Plau am See/Appelburg (Betrieb der Sowjetischen Militäradministration) hatte 300 Nerze.[82]

- 1948 Auf dem Gebiet der späteren DDR wurden 2678 Nerze, 2386 Edelfüchse und 38.480 Nutrias gehalten;[82]

auf dem Gebiet der späteren Bundesrepublik 3479 Nerze, 7264 Edelfüchse und 27.396 Nutrias.
In Amerika wurde die Schutzmarke EMBA eingetragen.
- 1949 Im Dezember gab es in der DDR 3457 Nerze in 82 Betrieben.[82]

- 1950er Jahre, erfolgreiche Ansiedlung kanadischer Nerze in Sibirien, im Altaigebiet, in Baschkirien und Transkaukasien.[85]

- 1950 In Plau/Appelburg (inzwischen unter deutscher Verwaltung) begann die Zucht mit 328 Nerzen und 799 Silberfüchsen.[86]

- 1951 In der DDR gab es insgesamt 760 Nerze.

- 1953 Die inzwischen verstaatlichte Farm Plau/Appelburg („volkseigener Betrieb)“ besitzt 484 Zuchtfähen, 9 Zuchtrüden wurden aus der DDR importiert.[82]

- 1958 In der DDR wurden 58.191 Nerze, 4769 Edelfüchse und 99.282 Sumpfbiber gehalten.[82]

In der Bundesrepublik Deutschland existierten zu der Zeit rund 900, meist jüngere Betriebe, die sich mit der Nerzzucht befassten. Schon vor dem Zweiten Weltkrieg gab es einige Gegenden, in den verstärkt Pelztierzucht, vor allem von Silberfüchsen betrieben wurde, zum Beispiel in beachtlicher Menge um München herum. Viele davon waren in den Kriegs- und Nachkriegszeiten untergegangen. Die neuen Nerzzuchten hatten sich hauptsächlich in Küstennähe angesiedelt. Hier gab es Fisch- und Abfallprodukte der Fischereiindustrie als günstiges Tierfutter, das feuchte Klima wurde zudem als günstig für die Fellentwicklung angesehen. Mehr als 95 Prozent aller deutschen Nerzfarmen befanden sich dort, wobei Schleswig-Holstein und die Gegend um Bremerhaven und Cuxhaven besonders viele Betriebe aufwies. Das Verhältnis der auf den Farmen gehaltenen Nerze wurde auf etwa 70 bis 75 Standardnerze und nur etwa 20 bis 35 Mutationsnerze gerechnet, das Verhältnis war damit noch genau umgekehrt zu dem in der sich inzwischen weiter entwickelten Zucht in den skandinavischen Ländern. Dort hatte die Mutationsnerzzucht inzwischen fast das hohe amerikanische Niveau erreicht.
- 1960 hatten die Gebrüder Mullen aus Nova Scotia, Kanada zwei ungewöhnlich dunkle Nerzrüdenwelpen mit dunkler Unterwolle, einem hellen Bauch und metallischem Schimmer in ihrer Zucht. Mullens nannten die Farbe Jet-Black. Sie und auch skandinavische Züchter verfolgten die Linie weiter. Eine erste Verpaarung mit einem Mutationsnerz der Farbe Palomino ergab einen weiteren interessanten neuen Farbton und ließ weitere neue Farben für die Kreuzung mit anderen Mutationen erwarten.[88]

- 1965 In der DDR wurden etwa 90.000 Nerze, 5000 Edelfüchse und 150.000 Sumpfbiber gehalten.[82]

- 1966 wurden in New York 511 Nerzfelle einer „black willow“ genannten, neuen schwarzen Mutationsfarbe versteigert. 40 Felle davon erzielten zusammen den Rekordpreis von 44.000 Dollar, Käufer war das Warenhaus Neiman Marcus in Dallas (Texas).[89]

- 1968 Der Pelztierbestand der DDR betrug 268.685 Nerze, 75.684 Sumpfbiber, 3369 Edelfüchse und 1349 Chinchillas.[82]

- 1969 Gründung einer vereinigten skandinavischen Auktionsgesellschaft durch Dänemark, Schweden, Norwegen und Finnland in Kopenhagen.[82]

- 1971 Zusammenschluss der Nerzfellproduktionsbetriebe der DDR zur zentralen Erzeugnisgruppe Nerzfell.[82]

- Im Januar 1973 wird berichtet, dass China von der Firma J. & J. Mitehal (Newhailes) in Musselburgh in der schottischen Grafschaft Midlothian einen Auftrag zur Lieferung von je 150 männlichen und 150 weiblichen Zuchtnerzen erhalten hatte. Eine zweite Notiz meldet, dass China erstmals, mit Erfolg, Nerz auch in südlichen Zonen, in der Provinz Kiangsu (Südchina), züchtet. Die Qualität der Nerzfelle und deren Färbung hätte den üblichen Normen entsprochen.[90]

- 1974 konstatierte der Direktor der Pelztierfarm Plau-Appelburg eine seit 1950 um ein Vielfaches gestiegene Arbeitsproduktivität. Die aneinandergereihte Gesamtlänge aller Nerzschuppen betrug nach seinen Angaben 20 Kilometer.[91]

- 1975/1976:

| Land                            | Standard | Mutationen | Gesamt | davon Export |
| ------------------------------- | -------- | ---------- | ------ | ------------ |
| Sowjetunion                     | 5220     | 3480       | 8700   | 2000         |
| Finnland                        | 1644     | 1536       | 3200   | 3136         |
| Vereinigte Staaten              | 1230     | 1770       | 3000   | 1970         |
| Dänemark                        | 1350     | 1610       | 2960   | 2900         |
| Schweden                        | 636      | 564        | 1200   | 1080         |
| Norwegen                        | 542      | 588        | 1130   | 1017         |
| Kanada                          | 270      | 639        | 900    | 585          |
| China                           | 510      | 90         | 600    | 600          |
| Niederlande                     | 248      | 327        | 575    | 563          |
| Deutsche Demokratische Republik | 204      | 96         | 300    | 300          |
| Japan                           | 37       | 213        | 250    | 50           |
| Bundesrepublik Deutschland      | 81       | 99         | 180    | 0            |
| Vereinigtes Königreich          | 79       | 96         | 175    | 157          |
| Volksrepublik Polen             | 65       | 65         | 130    | 80           |
| Irland                          | 40       | 60         | 100    | 90           |
| Frankreich                      | 62       | 38         | 100    | 75           |
| Belgien                         | 40       | 40         | 80     | 28           |

- 1979 übernahm wertmäßig, noch nicht an Stückzahl, der Nerz die Spitze im deutschen Pelzverbrauch. Es wurden für rund 165,5 Millionen DM Persianerfelle eingeführt, Nerzfelle für 200 Millionen.[18]

- 1985 fielen in der UdSSR etwa 13 Millionen Nerzfelle an, davon wurden 3,5 Millionen exportiert.[93]

- 2005 bis 2011:

```
Land                 2011        2010        2009        2008        2007        2006        2005
----------------------------------------------------------------------------------------------------
Dänemark                      14.000.000  14.000.000  14.000.000  14.000.000  13.500.000  12.900.000
Finnland                       2.000.000   2.100.000   1.900.000   2.100.000   2.000.000   1.950.000
Norwegen                         600.000     600.000     660.000     680.000     530.000     430.000
Schweden                       1.000.000   1.200.000   1.300.000   1.400.000   1.400.000   1.400.000
Island            
               160.000     150.000     160.000     170.000     160.000     150.000

Skandinavien ges.             17.760.000  18.050.000  18.020.000  18.350.000  17.590.000  16.830.000
```

```
Niederlande                    4.800.000   4.500.000   4.500.000   4.300.000   3.700.000   3.300.000
Polen                          4.300.000   3.700.000   3.200.000   2.800.000   2.200.000   1.800.000
Baltische Staaten              1.400.000   2.000.000   2.000.000   1.600.000   1.400.000   1.250.000
Irland                           170.000     150.000     200.000     180.000     170.000     170.000
Griechenland                     600.000     450.000     400.000     300.000     250.000     200.000
Spanien                          450.000     500.000     500.000     450.000     420.000     420.000
Belgien                          150.000     150.000     150.000     150.000     150.000     150.000
Deutschland                      200.000     300.000     350.000     400.000     380.000     370.000
Italien                          170.000     150.000     150.000     150.000     150.000     150.000
Frankreich                       180.000     150.000     180.000     190.000     190.000     190.000
Russland                       1.300.000   1.300.000   2.000.000   2.200.000   2.100.000   2.000.000
Belarus                          800.000     600.000     800.000   1.000.000     800.000     700.000
Ukraine                          400.000     200.000     300.000     250.000     200.000     150.000
USA               3.091.000
[
95
]
 3.400.000   2.800.000   3.000.000   3.000.000   2.850.000   2.700.000
Kanada                         2.200.000   2.300.000   2.300.000   2.300.000   2.100.000   1.900.000
China*                        12.000.000   9.000.000  12.000.000  18.000.000  15.000.000  12.000.000
Andere            
               200.000     200.000     220.000     170.000     370.000     300.000

Gesamt                        50.480.000  46.500.000  50.270.000  55.790.000  50.020.000  44.580.000
```

```
* Die Zahlen aus China sind mangels einer offiziellen Erfassung sehr unsicher.
```

- 2012 betrug die Nerzfellproduktion Chinas rund 17 Millionen Felle, die Dänemarks 15,6 Millionen.[96] Die Weltproduktion hat sich in den davor liegenden zehn Jahren verdoppelt (59,1 Millionen gegenüber 2001 von 29,5 Millionen).[97]

- 2013 kamen bei Kopenhagen Fur erstmals 397 Males und 254 Females des Moondust genannten Nerztyps auf die April-Auktion, nachdem die Felle einige Jahre lang gesammelt worden waren. Die Farbe wird als Typ einer Mischung aus den Farben Cinnamon und Stardust,[98] mit weißer Wolle und weißen und schwarzen Grannenhaaren beschrieben.[99] Der neue Typ entstand 2006 auf der Farm des dänischen Züchters Carsten Susgaard, wo er auch weiter entwickelt wurde.[100]

- 2015 wurden nach Angaben des Internationalen Pelzverbandes IFF, International Fur Federation, weltweit 71,27 Millionen Nerzfelle in einem Gesamtwert von 3,57 Milliarden US-Dollar gezüchtet. Dabei handelt es sich um einen geschätzten Wert, der sich aus der Multiplikation der Jahresproduktion mit dem durchschnittlichen Fellpreis ergibt.[101]

- → Hauptartikel: Nerzskandal in Dänemark

2020, während der Covid19-Pandemie, trat eine Mutation des Virus bei Nerzen in dänischen Zuchtfarmen auf. Es wurde die Keulung von Nerzen in Dänemarks Farmen angeordnet. Das Unternehmen Kopenhagen Fur stellte 2024 den Betrieb ein.

## Einzelnachweise

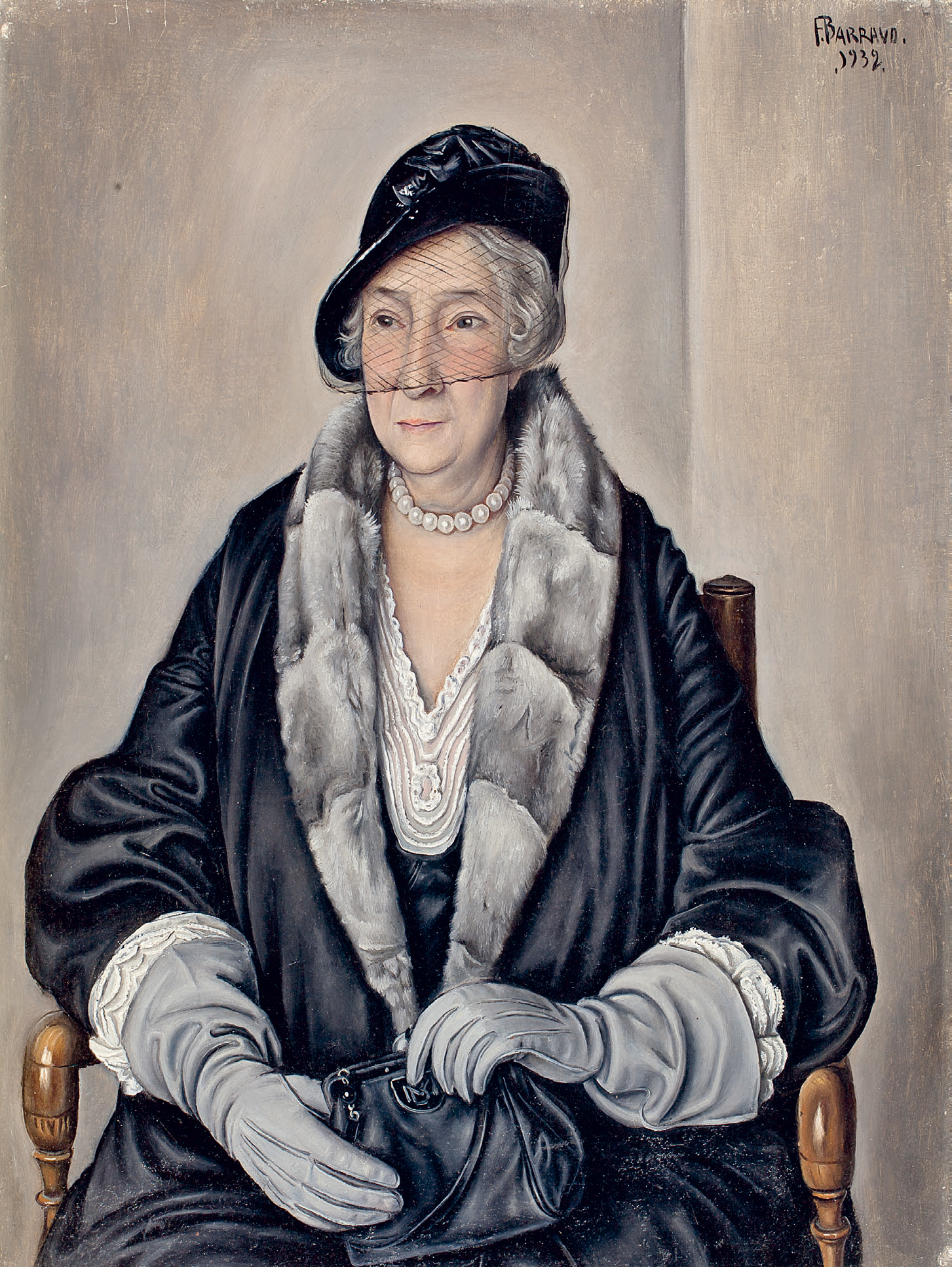
François Barraud: Madame B.
Frühe Darstellung eines Saphir-Nerz-Besatzes (1932)

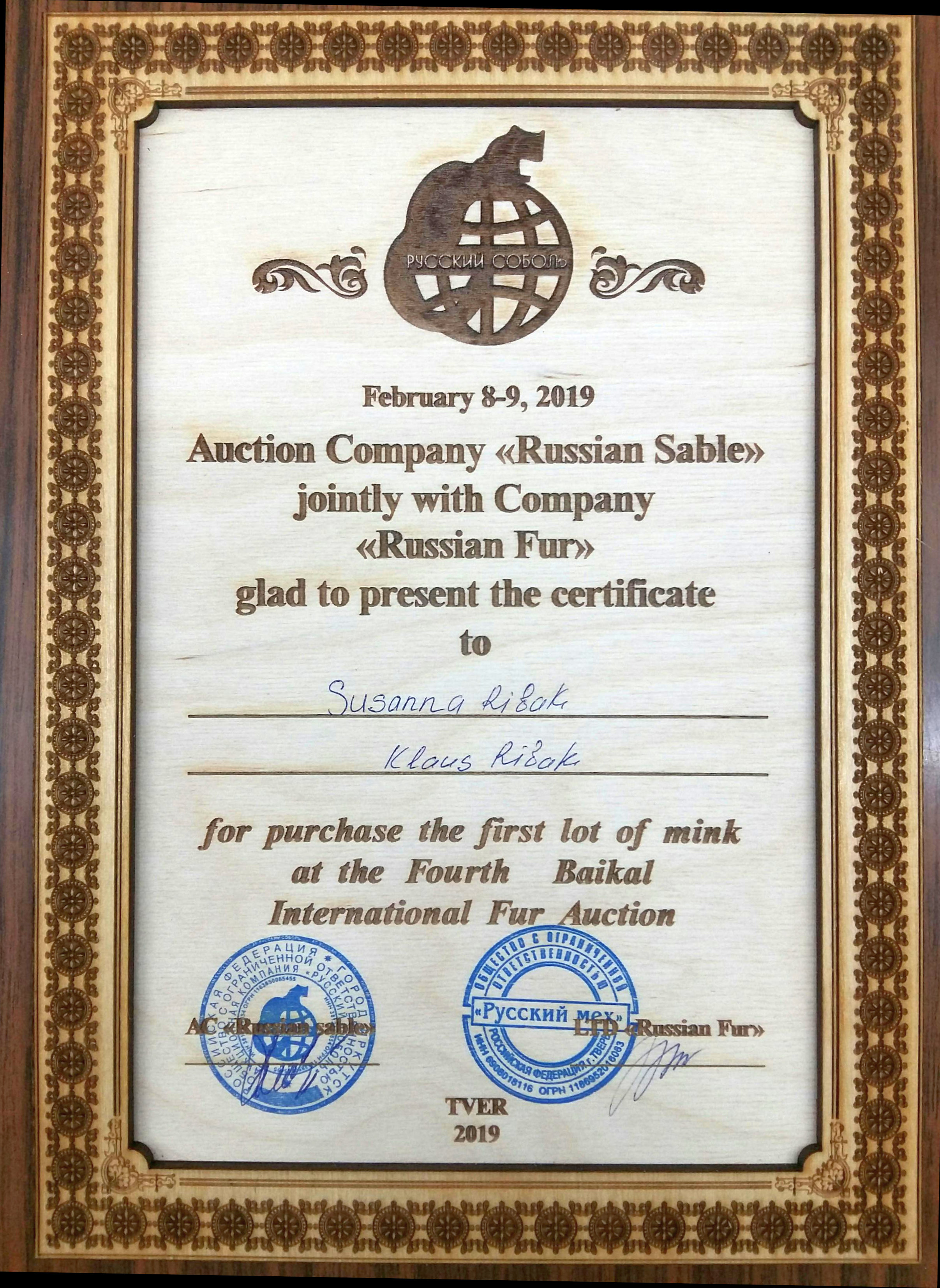
Urkunde über den Erwerb des ersten Lots einer russischen Nerzauktion im Februar 2019 durch ein deutsches Rauchwarenhändler-Ehepaar

## Anmerkung
1. ↑  Die angegebenen vergleichenden Werte (Koeffizienten) sind das Ergebnis vergleichender Prüfung durch Kürschner und Rauchwarenhändler in Bezug auf den Grad der offenbaren Abnutzung. Die Zahlen sind nicht eindeutig, zu den subjektiven Beobachtungen der Haltbarkeit in der Praxis kommen in jedem Einzelfall Beeinflussungen durch Gerbung und Veredlung sowie zahlreiche weitere Faktoren hinzu. Eine genauere Angabe könnte nur auf wissenschaftlicher Grundlage ermittelt werden. Die Einteilung erfolgte in Stufen von jeweils 10 Prozent.